# Bundesheer
Das Bundesheer ist das Militär der Republik Österreich. Ihm obliegt gemäß Art. 79 Abs. 1 Bundes-Verfassungsgesetz die militärische Landesverteidigung und es ist nach den Grundsätzen eines Milizsystems einzurichten.
Das Bundesheer verfügt über etwa 16.000 Berufssoldaten – davon 750 Frauen,
weiters rund 30.000 Soldaten der Miliz. Dazu kommen etwa 8.000 Zivilbedienstete. Ergänzend werden jährlich rund 17.000 Grundwehrdiener im Rahmen eines sechsmonatigen Wehrdienstes ausgebildet (Stand: 2020). Von diesen 17.000 Grundwehrdienern stehen zurzeit ca. 7.000 im aktiven Dienst. Zur Ausrüstung gehören rund 8.000 Fahrzeuge (davon ca. 700 Ketten- und Radpanzer sowie gepanzerte Fahrzeuge), ca. 110 Luftfahrzeuge und mindestens 118 Wasserfahrzeuge.
Der Oberbefehl über das Bundesheer obliegt dem Bundespräsidenten, der Verfügungsbefehl dem zuständigen Bundesminister. Derzeitige Bundesministerin für Landesverteidigung ist Klaudia Tanner. Chef des Generalstabes ist General Rudolf Striedinger.
Das Bundesheer der Ersten Republik bestand 1920–1938. Sein von der Regierung Dollfuß angeordneter Einsatz im Bürgerkrieg 1934 führte in der Zweiten Republik zu jahrzehntelanger Distanz der Sozialdemokraten als Regierungspartei gegenüber dem 1955 wieder aufgestellten Bundesheer.
Das Heer hat seit 1955 mehrere militärische Einsätze zum unmittelbaren Schutz der Grenzen absolviert (Ungarn 1956, Tschechoslowakei 1968, Jugoslawien 1991). Seit 1960 ist das Heer an Auslandseinsätzen unter UN-Mandat beteiligt, seit 1995 Teilnehmer an der Partnerschaft für den Frieden der NATO. Seit 2021 partizipiert das Bundesheer am „State Partnership Program“ der Nationalgarde der Vereinigten Staaten.
Seinen personellen Höchststand erreichte das Bundesheer in der Raumverteidigungsära 1987 mit 14 höheren Kommanden, 7 Brigadekommanden, 34 Regimentern, 158 Bataillonen sowie 943 Einheiten. Um das Bundesheer an die Anforderungen der kommenden Jahre anzupassen, wurde vom damaligen Bundesminister, Günther Platter, eine Reformkommission eingesetzt, deren Bericht Mitte Juni 2004 an den Minister übergeben wurde. Die Heeresreform wurde aus Geldmangel jedoch nur zum Teil umgesetzt.
Die Flüchtlingskrise in Europa ab 2015 führte hingegen zu einem Umdenken in der Politik, sodass Verteidigungsminister Hans Peter Doskozil die Bundesheerreform 2016 präsentieren konnte, die zu einer massiven Aufstockung von Kaderpräsenzeinheiten führen sollte und das Bundesheer neu gliederte.
Im Jahr 2019 trat die aktuelle Heeresgliederung in Kraft. Nach dem Kommando Streitkräfte in Graz und Salzburg wurde in Wien das Kommando Streitkräftebasis aufgestellt.
Ab dem Jahr 2021 wurden das BMLV und die Führung des Bundesheers neu strukturiert (siehe Abschnitt Gliederung 2020+).
Am 1. Juli 2023 kündigten das Bundeskanzleramt und Verteidigungsministerin Klaudia Tanner an, dem europäischen Luftraum-Verteidigungssystem Sky Shield beizutreten.

## Geschichte des Bundesheeres

### Vorgeschichte
Das Bundesheer ging aus der Bewaffneten Macht oder Wehrmacht (das Militär der Österreich-Ungarischen Doppelmonarchie) hervor. Sie bestand aus der Gemeinsamen Armee, den österreichisch-ungarischen Landstreitkräften, der k.k. Landwehr und der k.u. Landwehr.

### Bundesheer 1920–1938
Das Bundesheer war von 1920 bis 1934 die Streitmacht der Ersten Republik Österreich und anschließend bis 1938 das Heer des Bundesstaates Österreich, inoffiziell auch als Ständestaat bezeichnet. Die Verbände des Bundesheeres wurden nach dem „Anschluss“ in die Wehrmacht integriert, wo sie insbesondere die Gebirgstruppen verstärkten.

### Vorgeschichte 1945–1955

#### Heeresamt 1945
Österreich verfügte nach dem Ende der nationalsozialistischen Diktatur zunächst über kein eigenes Militär, da das Land von alliierten Streitkräften besetzt war (siehe: Besetztes Nachkriegsösterreich). Bereits am 27. April 1945 wurde jedoch von der Regierung Renner in der Renner selbst unterstehenden Staatskanzlei das Heeresamt unter der Leitung des sozialdemokratischen Unterstaatssekretärs Oberstleutnant Franz Winterer errichtet. Das Heeresamt sollte einerseits die deutsche Wehrmacht auf österreichischem Staatsgebiet demobilisieren, andererseits aber auch die ersten Vorbereitungen zur Aufstellung eigener Streitkräfte der Republik treffen.
In den folgenden Monaten wurde das Amt, das im ehemaligen Militärkasino auf dem Wiener Schwarzenbergplatz seinen Sitz hatte, entsprechend ausgebaut. Winterer wurde durch den Kabinettsrat am 19. September 1945 zum Generalmajor befördert. Im November wurde er in den ersten Nationalrat der Zweiten Republik gewählt. Am 30. November verfügte jedoch der Alliierte Rat die Auflösung des Heeresamtes. Daraufhin musste das Amt aufgelöst werden. Am 20. Dezember schied Generalmajor Winterer aus dem Amt, blieb jedoch bis 1949 Abgeordneter. Die Agenden des Kriegsgefangenenwesens wurden dem Bundesministerium für Inneres übertragen.

#### Staatsvertrag und eigene Verteidigung
Da im Kalten Krieg die Aufhebung der Besetzung durch die Alliierten nur zu erwarten war, wenn die Republik sich selbst verteidigen konnte, traf die Regierung weiterhin Vorsorge für diesen Fall. Kurz nach dem Kriegsende erhoffte die österreichische Politik den raschen Abschluss des Staatsvertrages mit den Alliierten. Anfang 1947 führte Bundeskanzler Leopold Figl daher mit dem letzten österreichischen Generalstabschef vor dem „Anschluss“, Alfred Jansa, Gespräche über das neue Bundesheer, an dessen Spitze Jansa nach Meinung der ÖVP treten sollte, und ließ von ihm ein Militärkonzept erarbeiten.
Der Staatsvertrag kam aber erst am 15. Mai 1955 zustande, nachdem eine Regierungsdelegation im April in Moskau die Neutralität des Landes versprochen hatte. Im Bundesverfassungsgesetz über die immerwährende Neutralität vom 26. Oktober 1955 wurde das der Sowjetunion gegebene Versprechen eingelöst und die eigenständige militärische Sicherung des Landes bestimmt.
Die militärischen und Luftfahrtbestimmungen des Staatsvertrages sahen im Artikel 12 das Verbot vor, Offiziere, die in der deutschen Wehrmacht den Rang eines Obersten oder einen höheren innehatten, in das neue Bundesheer zu übernehmen (so gen. „Oberstenparagraph“). Auch waren in diesen Bestimmungen zahlreiche insbesondere Spezialwaffen betreffende Einschränkungen enthalten, von denen die meisten jedoch Anfang der 1990er Jahre, nachdem sich der an diesen Einschränkungen interessiert gewesene Vertragspartner Sowjetunion aufgelöst hatte, von der Bundesregierung als obsolet erklärt wurden. Zu erwähnen bleibt auch, dass 16 Offiziere, auf welche die Bestimmungen des „Oberstenparagraphen“ zutrafen, dennoch in das Bundesheer übernommen wurden.

#### B-Gendarmerie 1952–1955
Als erste Streitkraft wurde am 1. August 1952 die B-Gendarmerie aufgestellt, mit ehemaligen Kriegsoffizieren als Führung betraut und direkt dem Bundesministerium für Inneres unterstellt. Für die Verwaltung waren die jeweiligen Landesgendarmeriekommanden zuständig. Am 28. Oktober 1953 wurde im Innenministerium eine eigene Abteilung für die B-Gendarmerie geschaffen, wodurch sie von der zivilen Bundesgendarmerie getrennt wurde. Ende 1953 bestand die B-Gendarmerie aus etwa 4100 Mann. In der Folge entstanden bis 1955 insgesamt zehn Gendarmerieschulen, zwei Fahreinheiten, eine Abteilung D – ein mit den US-Amerikanern gemeinsam geführtes Versorgungslager – und eine Abteilung K (K für Kurse), welche die Ausbildung künftiger Offiziere übernehmen sollte, sowie zwei Telegraphenschulen.
Als Aufgaben der B-Gendarmerie wurden 1954 offiziell nicht nur der Grenzschutz und die Bekämpfung von Unruhen genannt, sondern auch der Einsatz bei Naturkatastrophen sowie taktische Einsätze im Alarmfall, womit der eigentliche Kriegseinsatz gemeint war.
Nach dem Abschluss des Staatsvertrages am 15. Mai 1955 war es durch die Existenz dieser Organisation relativ schnell möglich, das neue Bundesheer aufzubauen. Der letzte Aufmarsch der B-Gendarmerie als solche fand am Tag nach Vertragsunterzeichnung in Form einer „Befreiungsparade“ im Linzer Stadtteil Ebelsberg statt. Am 8. Juli 1955 fiel das alliierte Verbot der militärischen Betätigung; das Ende der B-Gendarmerie kann mit dem 27. Juli 1955 angesetzt werden, dem Tag des Inkrafttretens des Staatsvertrages, als sie in Provisorische Grenzschutzabteilung umbenannt wurde. 6000 ehemalige B-Gendarmen bildeten den Kader für das neu gebildete Bundesheer.

### Von der Neugründung 1955 zur Raumverteidigungsära ab 1968
Seit 1955 haben die Entscheidungsträger und Mannschaften der österreichischen Streitkräfte viele Bewährungsproben gemeistert und Prüfungen bestanden. Immer wieder kamen die Männer und Frauen des Bundesheeres zum Einsatz wenn es galt, Österreichs Grenzen zu schützen oder den Menschen nach Katastrophen zu helfen.

#### 1956: Grenzsicherung zum Ungarischen Volksaufstand
Das neue Heer hatte im Herbst 1956 anlässlich des Ungarischen Volksaufstands im Auftrag der Bundesregierung die Sicherung der österreichischen Ostgrenze gegenüber Ungarn durchzuführen, wo nach dem Einmarsch der Sowjetarmee vom 4. bis zum 15. November heftige Kämpfe tobten.
Bis zum 13. November wurde unmittelbar an der Staatsgrenze eine Stärke von 2.740 Soldaten erreicht. Die Grenzsicherung brachte auch den ersten erfolgreichen Einsatz der Nachrichtengruppe des Heeres, des späteren Heeres-Nachrichtenamtes. Den Spähern gelang es trotz der noch mangelhaften Ausrüstung, ein exaktes Lagebild aus Ungarn zu liefern.

##### Schießbefehl an der Grenze
Außenminister Leopold Figl erklärte am 26. Oktober 1956 gegenüber der Sowjetunion, Österreich habe alle Maßnahmen ergriffen, um seine Neutralität und sein Territorium zu schützen. Dazu gehörte der Befehl an das Heer, auf bewaffnet die Grenze übertretende Soldaten zu schießen. Den die Revolution unterstützenden ungarischen Truppen sollte damit klargemacht werden, dass die Nutzung österreichischen Gebiets zur Verteidigung der Revolution nicht toleriert werden würde. Der Sowjetunion sollte signalisiert werden, bei einer militärischen Intervention in Ungarn (die am 4. November begann) den Einmarsch in Ostösterreich (zur allfälligen Verfolgung flüchtender ungarischer Truppen) nicht in Erwägung zu ziehen. Die Grenzsicherung war daher wichtigster Teil des militärischen Konzepts. Ab dem 27. Oktober häuften sich die Grenzübertritte, woraufhin eine Sperrzone eingerichtet und mit rot-weiß-roten Fähnchen gekennzeichnet wurde.

##### Widerstand bei Einmarsch
Für den Fall eines sowjetischen Einmarsches wurden vom Heer drei Gruppen gebildet: Gruppe I hatte den Auftrag, einen hinhaltenden Kampf in Richtung Wien zu führen und die Donaubrücken zu sprengen. Gruppe II sollte kämpfend auf den Raum Klagenfurt zurückweichen und sich dort halten. Gruppe III hatte den Auftrag, Salzburg an der Enns (bis 1955 Grenze der sowjetischen Besatzungszone) abzuriegeln.

##### Vorkommnisse
Die Sowjetunion behauptete, Österreich habe unter dem Deckmantel von Hilfslieferungen Waffen nach Ungarn gebracht. Wien sei der „Herd“ und Salzburg das „Zentrum“ der ungarischen Emigration, und Österreich habe damit seine Neutralität verletzt. Als Zeugen wurden österreichische Journalisten, und zwar Angehörige der kommunistischen Tageszeitung „Volksstimme“, genannt. Dieses Zentralorgan der Kommunistischen Partei Österreichs druckte viel Sowjetpropaganda und wurde schließlich von der Regierung das Blatt beschlagnahmt; die Staatsanwaltschaft Wien erhob Anklage wegen Aufruhrs und Hochverrats.
Die österreichischen Maßnahmen an der Grenze wurden von den Sowjets respektiert. Sowjetische Truppen rückten in der Regel nie näher als einen Kilometer an den österreichischen Grenzstreifen vor. Es kam allerdings zu irrtümlichen Luftraumverletzungen durch sowjetische Flugzeuge. So wurden über Gleisdorf, 70 km von der ungarischen Grenze entfernt, Flugzettel abgeworfen, die für die ungarische Bevölkerung bestimmt waren. Bei Szentgotthárd stellten die Sowjets Lautsprecher an die Grenze und forderten die nach Österreich geflüchteten Arbeiter einer ungarischen Seidenfabrik zur Rückkehr auf.
Das Bundesheer unterstützte die Entladung von Hilfsgütern am Flughafen Wien und richtete Flüchtlingslager für Zivilisten in Kleßheim und Wien ein. Nach Österreich geflüchtete ungarische Soldaten wurden entwaffnet und gemäß der Haager Landkriegsordnung in Internierten-Sammelstellen untergebracht.
Am 23. November wurde der Befehl zur Reduzierung der Kräfte gegeben. Am selben Tag drangen bei Rechnitz drei sowjetische Soldaten auf österreichisches Staatsgebiet vor. Ein Soldat wurde daraufhin erschossen, einer festgenommen, der dritte konnte fliehen. Zur allgemeinen Beruhigung und zum Schutz der Bevölkerung wurde ein Zug des Infanteriebataillons 2 eingesetzt. Am 13. Dezember überschritt ein einzelner sowjetischer Soldat bei Andau die österreichische Staatsgrenze, zog sich aber bald wieder zurück.
Am 24. Dezember verlegte das Feldjägerbataillon 13 als letzter Verband zurück in die Heimatkaserne. Nachdem ungarische Grenzsoldaten bei Nikitsch auf österreichischem Gebiet eine Gruppe von Flüchtlingen verfolgt und nach Ungarn zurück verschleppt hatten, reiste im Jänner 1957 eine Delegation von Bürgermeistern nach Wien zu Verteidigungsminister Ferdinand Graf, um Soldaten für die Grenze zu fordern. Daraufhin wurden Truppen zur Unterstützung der Zollwache abgestellt. Der Grenzeinsatz wurde erst am 23. April 1957 offiziell beendet.

#### Aufbaujahre
1958 wurde die Heeres-Unteroffiziersschule in Enns errichtet, die seit dem 13. Jänner 1959 als Ausbildungsstätte aller Unteroffiziere des Bundesheeres dient. Ebenfalls 1958 erfolgte die Wiedereröffnung der Theresianischen Militärakademie (TherMilAk) in der Burg in Wiener Neustadt, der heute einzigen Ausbildungsstätte für Offiziere des Bundesheeres.
Am 11. Dezember 1960 begann der UN-Einsatz in der Demokratischen Republik Kongo, der bis zum 18. September 1963 andauerte. Dies war der erste Auslandseinsatz des Bundesheeres. 1962 erfolgte die Ernennung der ersten Reserveoffiziere. Die Jahre 1963 bis 1966 waren geprägt durch Katastropheneinsätze, unter anderem im Erdbebengebiet von Skopje sowie in Hochwassergebieten in Kärnten, Osttirol, Salzburg, Tirol und der Steiermark.
Am 26. Oktober 1966 verfügte Bundesminister Georg Prader die Wiedereinführung der Traditionspflege im Bundesheer. Vom 13. Juli bis zum 30. Dezember 1967 erfolgte der Grenzschutzeinsatz des Bundesheeres an der Grenze zu Italien, um Terroranschlägen des Befreiungsausschusses Südtirol vorzubeugen.

### 1968 bis 1989 – Raumverteidigungskonzept
Das Raumverteidigungskonzept sah den Kampf und die starke Verteidigung von Schlüsselzonen vor, die auch mit tausenden „Festen Anlagen“ (Bunker), vorbereiteten Sperren, Feldsperren, Sprenganlagen, Landwehrlagern etc. und starken Einheiten geschützt waren. Die Schlüsselzonen und Sperranlagen befanden sich großteils im alpinen, das heißt leichter zu verteidigenden Bereich und waren vor allem gegen den Warschauer Pakt, in Tirol vor allem gegen die NATO aus Deutschland und Italien gerichtet.
Die Bundesregierung hätte sich in die Einsatzzentrale Basisraum zurückziehen sollen. Außerhalb der Schlüsselzonen gab es die sogenannten Raumsicherungszonen, in denen durch eine Kleinkriegstaktik durch leichte Landwehrbataillone (Jagdkampfbataillon) ein potentieller Angreifer (der nach damaliger Planung NATO bzw. Warschauer Pakt oder Jugoslawien war) einen möglichst hohen Eintrittspreis ins neutrale Österreich zahlen sollte und auch danach in seinen Nachschublinien und Einheiten bekämpft werden sollte (siehe auch z. B. Kriegsführung in Afghanistan bzw. heute Irak). Eine starke Verteidigung außerhalb der Schlüsselzonen direkt ab der Staatsgrenze war für den Operationsfall Jugoslawien vorgesehen, der ja dann 1991 in abgeschwächter Form auch eintrat.
Das Raumverteidigungskonzept war, wie aus inzwischen veröffentlichten Dokumenten der ehemaligen potentiellen Gegner hervorgeht, vom Ausland doch „gefürchtet“. So plante z. B. die ungarische Armee für eine nur leicht geschützte Raumsicherungszone 50 bis 70 Geschütze und Granatwerfer, 10 bis 15 Panzer und 15 bis 20 Geschütze (im Direktbeschuss) pro Kilometer ein. Bei einem derartigen Kräfteeinsatz würde das Tempo des Vormarsches innerhalb der Raumsicherungszone 2,5 bis 3 km pro Stunde betragen. Für einen Vormarsch in den Schlüsselzonen sahen sich die Ungarn damals nicht gerüstet. Ein Einmarsch der NATO aus Italien hätte dank der in den Tälern vorbereiteten Sperren und Sprengpläne effizient behindert werden können. Kritiker bezweifelten jedoch, dass eine reale Verteidigungsmöglichkeit angesichts des möglichen Einsatzes von Kernwaffen durch den Gegner bestanden hätte.
In großen Raumverteidigungsübungen wurden verschiedene Szenarien geübt. Dabei wurden mehrmals Spione verhaftet; 1979 auch einer aus der Schweiz.
Die in Landwehrstammregimentern organisierte Armee hatte einen sehr hohen, gut ausgebildeten Milizanteil (Planung 300.000 Mann). Milizsoldaten des Vorarlberger Jagdkampfbataillon (JaKB) 911 hatten wie in der benachbarten Schweiz sogar das Sturmgewehr mit Munition zu Hause. Eine Ausdehnung dieser Regelung auf andere Einheiten in Westösterreich war geplant, wurde jedoch durch das Ende des Kalten Krieges nicht mehr umgesetzt. Mit dem Zerfall des Warschauer Paktes war auch das Raumverteidigungskonzept überholt. Ab 1992 erfolgte daher die Umgliederung der Landwehrstammregimenter in Jäger- und Stabsregimenter und eine deutliche Reduktion der personellen Stärke.
Am 1. Jänner 1968 wurde das militärische Luftraumüberwachungssystem Goldhaube auf dem Kolomannsberg in Betrieb genommen. Am 14. März beschloss der Nationalrat das Militärleistungsgesetz, das dem Bundesministerium für Landesverteidigung im Bedrohungsfall gestattet, zivile Kraftfahrzeuge, Schiffe, Flugzeuge und Baumaschinen anzufordern. Am 21. August erfolgte eine Teilalarmierung des Bundesheeres und eine verstärkte Grenzsicherung entlang der tschechoslowakischen Grenze anlässlich der Intervention des Warschauer Pakts in der ČSSR (Prager Frühling).
Am 1. Jänner 1971 wurde das neue österreichische Militärstrafgesetz eingeführt, das alle bisherigen Bestimmungen, die zum Teil noch auf das Militärstrafgesetzbuch von 1855 zurückgingen, außer Kraft setzte.
Am 24. März 1972 begann der UN-Einsatz auf Zypern, der erst am 18. Juni 2001 endete. Am 26. Oktober 1973 begann der UN-Einsatz auf den Golanhöhen, der bis Juni 2013 andauerte. Am 25. Juni 1974 kamen bei der Suche nach einem abgestürzten israelischen Piloten in Syrien vier österreichische Soldaten durch die Detonation einer Panzermine ums Leben. Bei den Opfern Zugsführer Hans Hofer (30), Korporal Helmut Sturm (21), Rekrut (Wehrmann) Walter Neuhauser (27) und Rekrut (Wehrmann) Alija Voloder (20) handelte es sich um die ersten Gefallenen, die Österreich im Rahmen einer UN-Mission zu beklagen hatte. Am 14. August 1974 wurden auf Zypern die drei österreichischen Soldaten Oberleutnant Johann Izay (26), Oberwachtmeister Paul Decombe (33) und Korporal August Isak (25) bei einem türkischen Luftangriff getötet.
Am 13. Dezember 1975 wurde als Ersatz der bisherigen Uniformen der Kampfanzug 75 eingeführt. Von Mai bis Dezember 1976 leistete das Bundesheer Hilfseinsätze im Erdbebengebiet von Friaul (Italien) sowie Pionier-Assistenzeinsätze nach dem Einsturz und bei der Wiedererrichtung der Reichsbrücke in Wien. Im Jahr 1978 wurde das Sturmgewehr 58 durch das Sturmgewehr 77 ersetzt, der heutigen Standardinfanteriewaffe des Bundesheeres. Trotzdem wurden noch viele Einheiten bis Ende der 80er Jahre hauptsächlich am StG 58 ausgebildet.
Im Dezember 1980 beteiligte sich das Bundesheer an Hilfsmaßnahmen für die Erdbebenopfer in Süditalien (Region Avellino). Im Dezember 1988 halfen österreichische ABC-Kräfte nach dem Erdbeben von Spitak in Armenien. Dies war Anlass zur Gründung der AFDRU.
Im Mai 1989 erfolgte die erste Auswahl und Ausbildung der österreichischen Kosmonauten beim Bundesheer, die auch als „Austronauten“ bekannt wurden.

### Das Bundesheer seit 1990

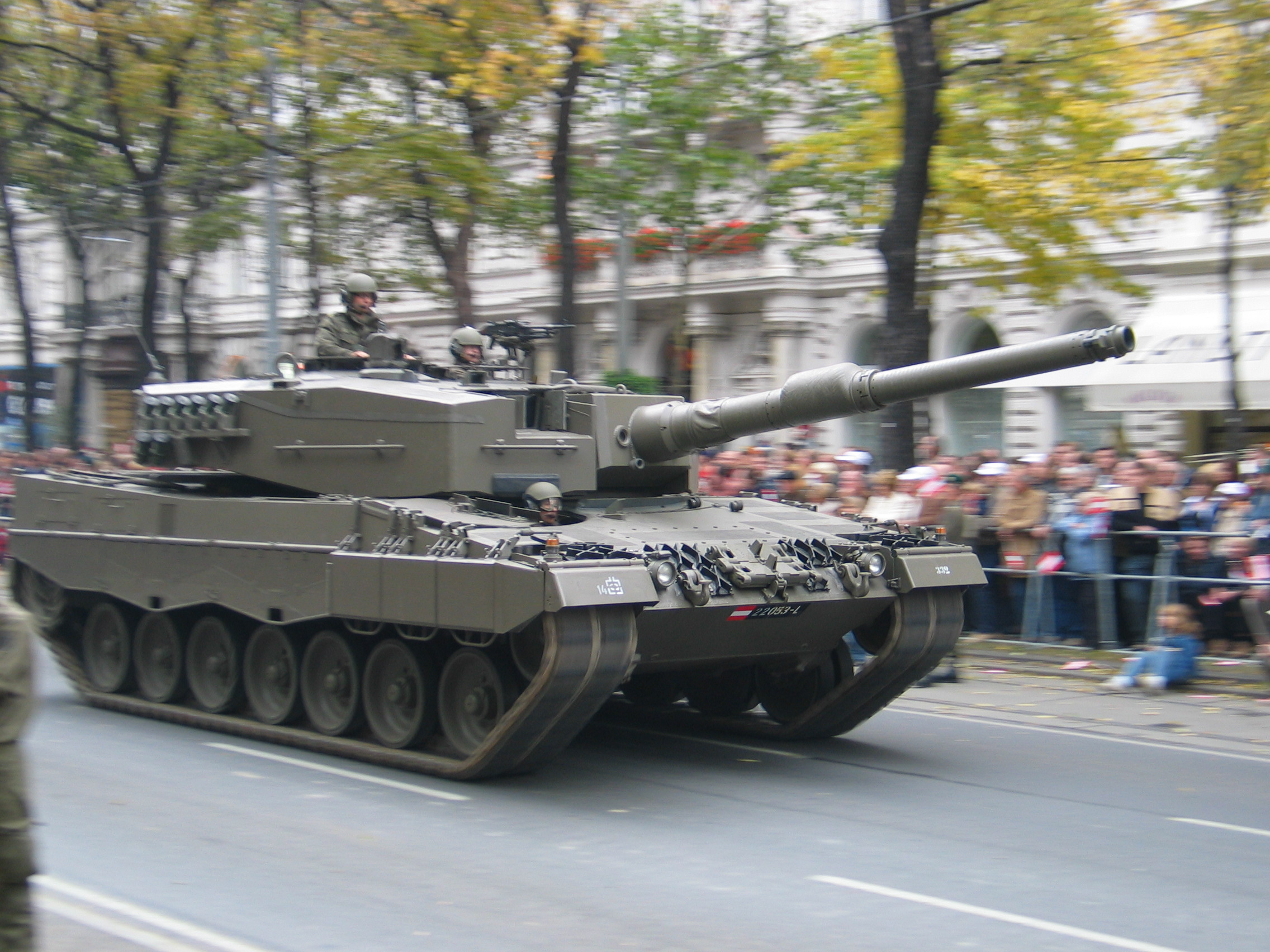
Kampfpanzer Leopard 2 bei der Parade auf der Wiener Ringstraße am Nationalfeiertag 2005

Im August 1990 erfolgte die Gründung der Austrian Forces Disaster Relief Unit (AFDRU). Im September selben Jahres begann der bis zum 15. Dezember 2011 andauernde sicherheitspolizeiliche Assistenzeinsatz an der Grenze zu Ungarn. Zwei Monate später wurde Österreich temporäres Mitglied des UN-Sicherheitsrates.
Im Mai 1991 begann der Auslandseinsatz UNAFHIR (United Nations Austrian Field Hospital in Iran) im Rahmen der „Kurdenhilfe“. Das Österreichische Bundesheer mit seinem Sanitätsdienst hatte im Iran ein Feldspital zur Betreuung der nach dem Zweiten Golfkrieg aus dem angrenzenden Irak geflohenen Kurden aufgestellt und betreute es mehrere Monate.
Von Juni bis Ende Juli 1991 (Zeitraum des Slowenienkrieges) erfolgte eine verstärkte Grenzsicherung und Verlegung von Teilen des Bundesheeres an die jugoslawische Grenze: Im Raum Feldkirchen wurde bereits die Abwehr eines eventuellen jugoslawischen Luftlande-Angriffs und auch der Abwehrkampf gegen über die Grenze vorstoßende Panzerverbände trainiert, ab der zweiten Übungswoche auch mit scharfer Munition. Am 27. Juni wurden die Garnisonen Villach, Klagenfurt, Bleiburg, Wolfsberg, Straß in Steiermark, Bad Radkersburg, Fehring, Leibnitz und Feldbach in Alarmbereitschaft versetzt, mit scharfer Munition ausgerüstete Flugabwehreinheiten gingen bei den Flugplätzen Klagenfurt, Graz und Zeltweg in Stellung. Ab der Nacht zum 29. Juni wurden die Grenzkontrollstellen mit Panzern und Minenriegeln gesichert und intensive Gefechtsaufklärung durchgeführt. In der Nacht zum 30. Juni wurden drei fremde Soldaten aufgegriffen und interniert. Daraufhin gab es eine Urlaubssperre für alle Soldaten, gleichzeitig wurden die für eine eventuelle Mobilmachung verantwortlichen Verbände alarmiert. Am Höhepunkt der Krise standen 7700 Soldaten, 150 Panzer und 60 Luftfahrzeuge im Einsatz, 1250 Tonnen Munition waren an die Grenze transportiert worden. Der Einsatz wurde am 31. Juli offiziell beendet. Während der Grenzüberwachung war eine MiG-21 der jugoslawischen Volksarmee in den österreichischen Luftraum eingedrungen, hatte auf der Höhe von Graz gewendet und den österreichischen Luftraum unbehelligt wieder verlassen. Das Radarsystem Goldhaube zeigte seine damaligen Schwächen bei der Tieffliegererkennung. Draken-Abfangjäger flogen ab diesem Zeitpunkt mehrere Alarmeinsätze, an manchen Tagen patrouillierten sie permanent im grenznahen Luftraum. Seit dem Slowenienkrieg wurde auch die Installation eines Tiefflugüberwachungssystems forciert. Am 25. Oktober kam es noch einmal zum Eindringen einer MiG-21 der JNA in den österreichischen Luftraum durch den kroatischen Piloten Rudolf Perešin.
Im Februar 1995 wurde Österreich Mitglied in der Partnerschaft für den Frieden. 1997 und 1998 erfolgten Assistenzeinsätze von Pionieren und AFDRU (ATHUM/PL – Austrian Humanitarian Contingent/Poland) anlässlich der Flutkatastrophen in Niederösterreich und Polen.
Vom 19. Februar bis zum 12. März 1999 leistete das Bundesheer Hilfe nach der Lawinenkatastrophe von Galtür. Zusammen mit internationaler Beteiligung wurde die größte Luftbrücke in der Geschichte Österreichs gebildet.
Seit 1. Jänner 1998 können Frauen im Bundesheer freiwillig als Soldatinnen dienen.
Im Juli 1999 begann der bis heute andauernde KFOR-Einsatz im Kosovo.
Am 1. Jänner 2001 wurde Frauen die Ableistung von freiwilligen Waffenübungen und Funktionsdiensten sowie Milizarbeit eröffnet.
In der Nacht zum 17. Juli geriet eine UÇK-Kolonne, die Waffen nach Mazedonien schmuggelte, im albanisch-mazedonischen Grenzgebiet in einen Hinterhalt österreichischer KFOR-Soldaten. Nach einem zweieinhalbstündigen Feuergefecht ergaben sich die Rebellen. Die Österreicher nahmen zehn UÇK-Kämpfer fest und stellten auf elf Tragtieren sieben Sturmgewehre AK-47, 13 Nachtsichtgeräte, Zielhilfen für Granatwerfer, 72 Werfergranaten und große Mengen Infanterie-Munition sicher. Die NATO feierte den bis dahin größten Waffenfund im Kosovo. Zuvor waren eine türkische und eine britische Operation zur Unterbindung des Waffenschmuggels in diesem Gebiet gescheitert.
Vom 1. Februar bis zum 11. Dezember 2002 erfolgte ein ISAF-Einsatz in Afghanistan. Vom 7. bis zum 28. August 2002 half das Bundesheer mit knapp 11.500 Mann bei der Bekämpfung des „Jahrhunderthochwassers“ in Niederösterreich, Oberösterreich und Salzburg.
Ab 2003 erfolgte die schrittweise Einführung des Kampfanzuges 03, der den Kampfanzug 75 ersetzt.
Im August 2005 erfolgte ein weiterer Katastropheneinsatz aufgrund des Alpenhochwassers 2005. Am 26. Oktober 2005 feierte das Bundesheer sein 50-jähriges Bestehen. Aus diesem Anlass wurde auf der Wiener Ringstraße eine große Parade abgehalten, wobei mehr als 4000 Soldaten, 445 Fahrzeuge, fast 200 Panzer und 96 Flugzeuge präsentiert wurden.
Ab dem 1. Jänner 2006 wurde der Grundwehrdienst von acht auf sechs Monate verkürzt. Am 25. Juli desselben Jahres traf eine israelische Fliegerbombe den UN-Stützpunkt Chiyam im Südlibanon. Sie tötete vier UN-Militärbeobachter, darunter den österreichischen Major Hans-Peter Lang (44). Bei der Veranstaltung „Soldier of the Year 2007“ wurde Major Lang posthum mit dem Special Award ausgezeichnet. Der Angriff ist bis heute umstritten, vielerorts wird behauptet, es habe sich hierbei um eine gezielte Tötung gehandelt. Am 1. August wurde die Patrouillenbootstaffel aufgelöst. Am 1. September übernahm das neue Streitkräfteführungskommando mit Sitz in Graz und Salzburg die operative Führung des Bundesheeres.
Am 31. Jänner 2008 begann die bis Ende 2009 laufende humanitäre Mission der EU im Tschad. Der mit einem UNO-Mandat untermauerte Einsatz war eine wichtige Ergänzung zur United Nations Mission in Darfur (UNAMID).
Seit Anfang 2009 befindet sich das Bundesheer in einer finanziell äußerst angespannten Lage, die durch die Auswirkungen der weltweiten Finanzkrise weiter verschärft wird. Nach Presseberichten sei nur noch ein Bruchteil der Kräfte einsatzbereit und die Zukunft der Miliz unsicher geworden. Führende Generäle des Heeres richteten als Reaktion auf diese dramatische Entwicklung einen Brief an Verteidigungsminister Norbert Darabos, in dem sie ultimativ auf einen möglichen Zusammenbruch des Bundesheeres als Folge der Unterfinanzierung hinwiesen. Österreich hat traditionell – nach Prozent des BIP – eines der niedrigsten Verteidigungsbudgets Europas und weltweit.

### Bundesheer 2010
Um das Bundesheer an die Anforderungen der kommenden Jahre anzupassen, wurde von Bundesminister Günther Platter (ÖVP) eine aus militärischen Experten und prominenten österreichischen Persönlichkeiten bestehende Reformkommission unter der Leitung von Helmut Zilk (SPÖ) eingesetzt, deren Bericht Mitte Juni 2004 offiziell an den Minister übergeben wurde.
Der Bericht enthält im Kern folgende Vorschläge:
- Verkürzung der Wehrdienstzeit von acht auf insgesamt nur mehr sechs Monate ab Beendigung des Assistenzeinsatzes (für das Bundesministerium für Inneres) an der Ostgrenze (wurde aber aus innenpolitischen Gründen bereits mit Anfang 2006 verfügt)
- Die Möglichkeiten eines Berufsheeres werden teilweise erwogen
- Reduktion der Mobilmachungsstärke von derzeit circa 110.000 auf circa 55.000 Mann
- Änderungen der Aufgaben der Milizsoldaten
- Zwei Bataillone (2.500 Mann) und eine Rahmenbrigade (3.500) für Auslandseinsätze
- Verkauf von circa 40 % der Liegenschaften

Mit dieser Anstoßreform wird der Übergang von einer Ausbildungs- zu einer Einsatzarmee geschaffen. Diese soll sich den sicherheitspolitischen Lageänderungen durch kleinere Transformationen anpassen können. Hauptaugenmerk soll in Zukunft auf Auslandseinsätze, Schutz von Räumen und Objekten, auf Assistenzeinsätze bei Katastrophenfällen und Luftraumüberwachung gelegt werden. In vielen Bereichen wird nur mehr eine gewisse militärische Kernkompetenz beibehalten, um bei Bedarf die Aufwuchsfähigkeit gewährleisten zu können.

### Das Bundesheer von 2015 bis 2020
In der Volksbefragung zur Wehrpflicht in Österreich 2013 setzte sich die Mehrheit der Wähler für eine Beibehaltung der Wehrpflicht ein.
Durch den Ministerratsbeschluss vom 14. September 2015 wurde festgelegt, dass bis zu 2.200 Soldaten in einen sicherheitspolizeilichen Assistenzeinsatz entsendet werden können. Auslöser für die Verlegung von Einheiten an die österreichische Staatsgrenze war die Flüchtlingskrise in Europa ab 2015. Die Führung des Einsatzes obliegt dem Innenministerium.
Auf Grund der geänderten sicherheitspolitischen Lage in Europa tagte im Juni 2016 der Nationale Sicherheitsrat zu einer neuen Struktur des Bundesheers. Der Ministerrat hat Anfang Juli 2016 die Umstrukturierung des Bundesheeres, die so genannte Bundesheerreform 2016 abgesegnet. Kernpunkte der Reform sind die Schaffung von vier Kommanden, die Aufstockung der Kaderpräsenzeinheiten auf bis zu 6.000 Soldaten, die Umstrukturierung der Panzergrenadier- und Jägerbrigaden, die Aufstellung von fünf neuen Bataillonen und die Aufwertung der Militärkommanden in den Bundesländern. Darüber hinaus ist auch eine Verstärkung der Miliz geplant. Durch dieses Reformpaket bzw. die daraus entstehenden neuen Bataillone kommt es erstmals seit 1978 wieder zu einer Vergrößerung des Bundesheeres.
Im Zuge der Reform wird auch die bisherige Liegenschaftsverwertungsgesellschaft SIVBEG aufgelöst und der Verkauf von Bundesheerimmobilien gestoppt. Für Sanierung und Ausbau der Kasernen ist ein Betrag von 535 Millionen Euro geplant. Insgesamt wurde der Verteidigungsetat um 1,3 Milliarden Euro erhöht. Für den Minister sind die veränderte Sicherheitslage, Terror, Cyberangriffe und die hybride Bedrohung Gründe, um in die Verbesserung der Kasernen zu investieren.
Eine neue Aufgabe für das Bundesheer ist seit Juli 2016 die Verwendung des Heeresfliegers Hercules C-130 für die Abschiebung von Asylwerbern. Ein weiterer neuer Aufgabenbereich ist ab 1. August 2016 die Überwachung von einigen Botschaften in Wien. Der Objektschutz wurde bisher von der Bundespolizei durchgeführt. Durch diesen offiziellen Assistenzeinsatz des Bundesheeres werden Exekutivkräfte für den Flüchtlingsbereich frei.
Unter der Regierung Türkis-Blau wurden unter der Führung von Verteidigungsminister Mario Kunasek (FPÖ) erneut Umstrukturierungen vorgenommen. Umstritten war hierbei insbesondere die Abschaffung des Kommandos Führungsunterstützung und Cyber Defence durch Eingliederung in das Kommando Streitkräftebasis.

### Das Bundesheer im Einsatz in der Corona-Krise 2020/2021
Im Kampf gegen die ab Frühjahr 2020 erfolgte Ausbreitung des Coronavirus während der COVID-19-Pandemie in Österreich wurde erstmals in der Zweiten Republik eine
Teil-Mobilisierung der Miliz durchgeführt. Für die Indienststellung ab Mai 2020 erfolgte die Einberufung von 3.000 Mann, das sind rund zehn Prozent aller Milizsoldaten. Einberufen wurden nur Jägerkompanien (zu je rund 200 Mann) und keine ganzen Bataillone. Der Einsatzpräsenzdienst wurde schließlich am 31. Juli 2020 beendet, tatsächlich wurden nur 1.400 Dienstpflichtige mobilisiert, welche zur Grenzsicherung, zu Objektschutzaufgaben wie Botschaftsbewachung, zur Unterstützung beim Schutz kritischer Infrastruktur, als Ergänzung bei den Landespolizeidirektionen und für gesundheitsbehördliche Aufgaben an den Grenzübergängen eingesetzt waren. 600 Soldaten wurde bereits Anfang Juni 2020 entlassen, Ende Juli 2020 folgten die letzten 800.
Neben der Mobilisierung der Miliz wurde ein Aufschubpräsenzdienst angeordnet. Grundwehrdiener des Einrückungstermins Oktober 2019, welche im März 2020 abgerüstet wären, wurden zum weiteren Dienst verpflichtet.
Das Bundesheer wurde im Rahmen der Corona-Krise 2020 als Unterstützung der Behörde beim Reisemanagement und beim Fiebermessen, bei sicherheitspolizeilichen Aufgaben, an der Staatsgrenze und an den Eingängen diverser Krankenhäuser zur Gesundheitskontrolle eingesetzt. Weitere 500 Soldaten waren in den Logistikzentren der Supermarktketten für die Lebensmittelversorgung der Bevölkerung zum Einsatz gekommen, weil die Logistik des Lebensmitteleinzelhandels durch die „Hamsterkäufe“ kurzfristig schwer belastet war.
Darüber hinaus half das Bundesheer personell bei den Hotlines des Außenministeriums, der Gesundheitshotline AGES sowie in den Landeswarnzentralen. Über 70 Militärpolizisten lösten die Bundespolizei bei Objektschutz-Aufgaben in Wien bei diversen Botschaften ab. Etwa 90 Soldaten unterstützten die Verteilerzentren der österreichischen Apotheken, damit die Versorgung mit Medikamenten sichergestellt bleibt.
Die Transportmaschine C130 Herkules war im Einsatz für die Rückholung von Österreichern aus dem Ausland. Ein an Covid-19 erkrankter Soldat wurde Ende März 2020 aus dem Auslandseinsatz in Sarajewo mittels eines Black Hawk Hubschraubers in das Heeresspital nach Wien ausgeflogen. Der S-70 Black Hawk ist mit einem speziellen medizinischen „MedEvac“ Container ausgestattet. Weitere Flüge, etwa der Transport von Schutzausrüstung, wurden von den Austrian Airlines im Auftrag des Verteidigungsministeriums durchgeführt.
2021 war das Bundesheer mit folgenden Unterstützungsleistungen mehr als 412.000 Personentage im Coronavirus-Einsatz. Das entspricht 3,3 Mio. Arbeitsstunden.
- Assistenzeinsatz zur Durchführung von Einreisekontrollen
- Ausreisekontrollen bei Gemeinden und Bezirken
- Ablaufregelung bei den Testungen
- Unterstützung im Zuge der Testungen und Impfungen
- Sanitätsbetreuung
- Contact-Tracing
- Transportlogistik
- Pandemie-bedingter Objektschutz

### Das Bundesheer ab 2022 – Mission Vorwärts – Planungsabsichten
Die „Mission Vorwärts“ wurde am Nationalfeiertag 2022 von Verteidigungsministerin Klaudia Tanner ausgerufen:
Durch den Einmarsch der russischen Truppen in die Ukraine gab es in Österreich ein plötzliches Umdenken. Am 6. Oktober 2022 wurde das neue Budget des Heeres präsentiert. Für 2023 beträgt das Budget 1 % des BIP inklusive Pensionen. Nach Abzug der Pensionen bleiben dem Heer ca. 3,3 Mrd. Euro, also rund 600 Millionen mehr als noch im Vorjahr. Für 2024 sind dann 3,7 Mrd. Euro, für 2025 4,2 Mrd. Euro und für 2026 4,7 Mrd. Euro vorgesehen (1,5 % des BIP).
Um das erhöhte Verteidigungsbudget und damit die Finanzierung des Bundesheeres auf Jahre abzusichern, wurde ein als Budgetbegleitgesetz konzipiertes Landesverteidigungsfinanzierungs-Gesetz (LV-FinG) beschlossen. Durch diese legistische Maßnahme wird das Verteidigungsbudget bis 2032, also für die kommenden zehn Jahre, abgesichert. Im April 2023 wurde der Landesverteidigungsbericht 2022 dem Nationalrat vorgelegt. Dieser sei die Grundlage für die Weiterentwicklung des Bundesheeres und gebe die sicherheitspolitischen Rahmenbedingungen sowie die daraus notwendigen Ableitungen vor, was die Beschaffungs- und Personalplanung anbelangt. Im Oktober 2023 wurde der Landesverteidigungsbericht 2023 veröffentlicht, der die strategische Perspektive für das ÖBH im Jahr 2032+ beinhaltet. Der Wiederaufbau der Fähigkeiten des ÖBH erfolgt in Vierjahresschritten, ausgehend vom ersten Ziel 2024 über 2028 bis in das Jahr 2032 und darüber hinaus.

#### Geplante Investitionen
Das Bundesheer hat einen zehnjährigen Aufbauplan erstellt, der bis 2032 eine reine Investitionssumme von rund 16,6 Milliarden Euro vorsieht. In den nächsten vier Jahren (Stand: 2023) stehen ebenfalls 16 Milliarden Euro zur Verfügung, das allerdings inklusive Personalkosten. Im April 2023 bestellte Verteidigungsministerin Klaudia Tanner die Mitglieder der neuen „Beschaffungs-Prüfkommission“ (BPK) des Bundesministeriums für Landesverteidigung. Diese Kommission wird für die „Sicherstellung einer gesetzmäßigen Vollziehung sowie einer sparsamen und zweckmäßigen Gebarung von Beschaffungsvorhaben“ zuständig sein.

##### Mobilität
Das Schwergewicht bildet der Bereich der gepanzerten und geschützten Mobilität, insbesondere der Ergänzung der gepanzerten und geschützten Fahrzeugflotte, etwa die in Straß und bald auch in Zwölfaxing und Güssing stationierten Pandur-Evolution-Radpanzer (bis zu 325 Systeme), sowie dringend benötigter Transportfahrzeuge.
Auch in der Luft müssen die Transportfähigkeiten ausgebaut und verbessert sowie die Hubschrauberflotte weiter modernisiert werden. Zum Beispiel durch die Beschaffung von 36 statt 18 Leonardo AW169 in zwei Varianten, weiters wird eine weitere Staffel mit 12 Black Hawk Hubschraubern angeschafft. Die vier (drei davon flugfähig) Transportflugzeuge C-130 „Hercules“ müssen spätestens ab 2030 ersetzt werden, dabei wurde bereits am dritten April 2023 die Ausschreibung fixiert. Am 22. Juli 2024 erfolgte die Vertragsunterzeichnung für die Anschaffung von vier Stück des Transportfliegers Embraer C-390 für das ÖBH in Kooperation mit den Niederlanden. Die ersten beiden Transportflieger sollen ab 2028 in Österreich landen, und bis zum Jahr 2030 die Auslieferung abgeschlossen sein.

##### Schutz und Wirkung
Alle Soldatinnen und Soldaten sollen mit moderner persönlicher Ausrüstung, dem benötigten Individualschutz sowie Mitteln für Nachtkampf und Kommunikation ausgestattet werden, damit sie ihre Aufträge bei Tag und Nacht präzise erfüllen können. Erste Schritte wurden hier durch die Beschaffung von 14.400 neuen/modernisierten Sturmgewehren (StG77 A1MOD) in den nächsten zwei Jahren gesetzt. Auch mehr als 2.500 hochmoderne SquadNet-Funkgeräte wurden gekauft, wobei Österreich eines der ersten europäischen Länder ist, welches ein hochmodernes, softwaredefiniertes Radiosystem mit vollständiger digitaler Signalverarbeitung verwendet.
Es wird in den Kernbereich der militärischen Landesverteidigung, in den Schutz vor Bedrohungen aus der Luft investiert werden. Hierbei sind Systeme vorgesehen, welche bis zu 50 km Reichweite haben. Auch die Teilnahme am European Sky Shield ist geplant. Auch in fortschrittliche Sensoren für die Aufklärungskräfte wird investiert (Stichwort: Drohnen und Drohnen-Abwehr). Um sich künftig besser gegen Drohnen verteidigen zu können, werden 36 Stück des Fliegerabwehrturms Skyranger 30 angeschafft. Zur Vertragsunterzeichnung kam es am 23. Februar 2024. Österreich ist europaweit das erste Land, welches dieses hochmoderne System anschafft. Um eine begleitschutzfähige Luftabwehr gewährleisten zu können, werden diese Systeme künftig auf Pandur EVO System angebracht werden. Ebenfalls werden die bereits vorhandenen Fliegerabwehrkanonen (35 mm Zwillingsfliegerabwehrkanone 85) kampfwertgesteigert. Sie werden auf den Stand GDF-009 mit Skyguard-3-Radar, vernetzter Operationsführung und AHEAD-Munition aufgerüstet.
Die aktive Luftraumüberwachung muss auf einen zeitgemäßen Stand gebracht und durch die Erweiterung und Modernisierung der Flotten auch weiterhin sichergestellt werden. So sollen die Eurofighter mit Nachtsichtgeräten in weiterer Folge mit elektronischem Selbstschutz sowie Mittelstrecken-Lenkwaffen (Raketen des Typs AMRAAM oder METEOR) ausgestattet werden. Auch ein Ankauf weiterer Kampfjets, in Kooperation mit Deutschland, ist geplant. Bis zu vier Eurofighter in der Doppelsitzer-Konfiguration sind hierbei vorgesehen. Geplant ist auch eine zweite Flotte im Unterschallbereich mit bis zu 18 Maschinen. Diese sollen mit leichter Bewaffnung für Ausbildung und Einsätze in der Luftraumüberwachung sowie für den Luft-Boden Kampf ausgestattet sein. Die Typenentscheidung fällt wohl zwischen der M-346(FA) des italienischen Herstellers Leonardo und der L-39NG von Aero Vodochovy aus Tschechien. Ende 2024 wurde bekannt gegeben, dass die Entscheidung zugunsten der Leonardo M-346FA gefallen ist. Es werden 12 Stück gekauft.
Die mechanisierte Truppe mit Kampfpanzern, Schützenpanzern, Pionierpanzern und der Artillerie wird modernisiert, wodurch Panzerschutz, Feuerkraft und hohe Beweglichkeit sichergestellt werden:
- Alle 58 Leopard 2 A4 werden ab September 2023 so modernisiert, dass das Innenleben jenem eines Leopard 2 A7 entspricht.[80] Auch die 112 Schützenpanzer Ulan werden seit März 2023 modernisiert.[80]
- Geplant sind auch wieder Systemfahrzeuge, welche mit dem Ausscheiden der Schützenpanzer Saurer wegfielen:
  - Weitere 225 Stück Pandur Evolution, in 12 Versionen, zum Teil mit Lenkwaffen ausgestattet, werden beschafft.[81]
  - 50 Stück einer neuen Variante des Schützenpanzers Ulan, zum Teil mit Lenkwaffen ausgestattet, sollen beschafft werden.[81]
  - 100 weitere gepanzerte Kettenfahrzeuge (Hägglunds) soll die Gebirgstruppe erhalten.[81]
- 50 ATF Dingo 2 Patrouille werden beschafft.[81]
- Die Artillerietruppe[1] und die Granatwerfer[71] sollen präzisionsgelenkte Munition erhalten.

##### Autarkie und Nachhaltigkeit
Nach dem Motto: Das Bundesheer muss funktionieren, wenn sonst nichts mehr funktioniert, setzt man stark auf Autarkie. „Autarke Kasernen mit hohem Schutzgrad, ausreichend Versorgungsgütern und hochwertiger Sanitätsversorgung bilden die Basis für die Aufrechterhaltung der Einsatzfähigkeit. Energie für die Infrastruktur wird zu einem hohen Anteil selbst erzeugt. Der Kampf im Cyber-Raum und die elektronische Kampfführung sind heute auf dem Gefechtsfeld nicht mehr wegzudenken. Digitale Führungs- und Kommunikationsmittel bilden die Voraussetzung für den wirkungsvollen Einsatz des modernen Bundesheeres. Daher wird auch in diese Bereiche investiert“, so das Ministerium.

##### Personal
Um dem Personalmangel, der beispielsweise durch Pensionierung von geburtenstarken Jahrgängen entsteht, im Österreichischen Bundesheer entgegenzuwirken, kündigten Generalstabschef Rudolf Striedinger und weitere Generäle an, in den kommenden Monaten wichtige Schritte in Richtung der Anwerbung von Personal zu setzen. Langfristig soll auch die Mobilmachungsstärke erhöht werden.

###### Chargen und Stabsunteroffiziere
Das Mindestgehalt von Militärzeitchargen wurde auf € 1.933,40 erhöht. Außerdem wird ein Schwergewicht auf die Besoldung jener Unteroffiziere gelegt, die die Stabsunteroffiziersausbildung erfolgreich absolviert haben und als Führungspersonen und Experten im jeweiligen Fachbereich eingesetzt werden. Diese sollen durch eine bis zu 100-prozentige Erhöhung der betreffenden Funktionszulagen profitieren.

###### Zivilbedienstete
Darüber hinaus soll der Berufseinstieg als Zivilbediensteter attraktiver gestaltet werden, indem alle neu aufgenommenen Vertragsbediensteten und Verwaltungspraktikanten ab dem ersten Tag dasselbe Monatsentgelt, unabhängig von der bisher zu berücksichtigenden Ausbildungsphase, erhalten.
Zusätzlich werden die Gehälter durch die Gehaltsverhandlungen des öffentlichen Dienstes um die erwartbaren Prozentsteigerungen erhöht werden.
Insgesamt werden künftig mehr als 8.000 Bedienstete des Bundesministeriums für Landesverteidigung und des Österreichischen Bundesheeres von diesem Attraktivierungspaket im Dienstrecht profitieren.

###### Grundwehrdienst
Seit dem 1. Jänner 2023 verdienen Grundwehrdiener beim Bundesheer statt bisher knapp 360 Euro nun 500 Euro. Das entspricht einer Erhöhung von 38 Prozent.
Im Jahr 2023 wurden von Jänner bis Mitte März bereits über 11.000 stellungspflichtige Männer untersucht. Von diesen waren 65 % tauglich, 15 % vorübergehend untauglich und 20 % untauglich. Nur 19 % der tauglichen Männer entschieden sich für den Zivildienst. Generalmajor Gerhard Christiner spricht dabei von einer Erfolgsmeldung.

###### Freiwilliger Grundwehrdienst für Frauen
Um die Frauenquote beim Militär zu erhöhen, ist es ab dem 1. April 2023 für Frauen möglich, einen freiwilligen Grundwehrdienst zu leisten. Bis dahin konnten Frauen nur direkt eine Kaderlaufbahn, also eine Laufbahn als Unteroffizier oder als Offizier einschlagen, für welche strengere Eignungskriterien (Kadereignung statt Mannschaftseignung) zu erfüllen sind. Dadurch ist der Zugang zum Bundesheer niederschwelliger, da Frauen nun auch Mannschafts- und Chargenfunktionen anstreben können. Während Männer im Laufe ihres Wehrdienstes rund 500 Euro monatlich bekommen, verdienen Frauen zukünftig 1.250 Euro pro Monat. Dies ist darauf zurückzuführen, dass sie nach dem Tarif des Ausbildungsdienstes bezahlt werden.

##### Weitere
- Verstärkte Übungstätigkeit

Um die zahlreichen neuen Fähigkeiten und Systeme auch effektiv zu beherrschen (vor allem im Verbund), muss geübt werden. Es sollte zumindest der Druck durch Assistenzeinsätze verringert werden, um dafür die Zeit zur Verfügung zu haben.

### Auslandseinsätze des Bundesheeres
Das österreichische Bundesheer nimmt mit Kontingenten (AUCON – Austrian Contingent) seit 1960 an friedenserhaltenden internationalen Einsätzen teil, aktueller Stand siehe Internetauftritt des Bundesheeres.
- 1960–1963: Kongo – UNOC
  - 5 UN-Sanitätskontingente, 232 Mann
- 1964–1973: Zypern – UNFICYP
  - 1 UN-Sanitätskontingent, 54 Mann
- Seit 1967[93]: Israel
  - UNTSO, Stärke wechselnd, aktuell (2020) 5 Mann[94]
- 1972–2001: Zypern – UNFICYP
  - 1 Infanterie-Bataillon, 283 Mann
- 1973: Ägypten – UNEF II
  - 1 UN-Bataillon, 602 Mann
- 1974–2013: Golanhöhen (Syrien) (Israel) UNDOF (UNDOF AusBatt)
  - 1 UN-Bataillon, 720 Mann (1973), später 373 Mann (bis Juni 2013)
- 1976: Italien
  - Hilfseinsatz des Bundesheeres nach Erdbeben in Friaul
- 1988: Armenien
  - Hilfseinsatz des Bundesheeres nach Erdbeben in Armenien
- 1991: Iran
  - UNAFHIR Hilfseinsatz des Bundesheeres für ein Flüchtlingslager, Kurdenhilfe
- Seit 1991: Westsahara
  - MINURSO, 4 Mann[95]
- 1996: Bosnien und Herzegowina – IFOR
  - 3 Transportzüge, ≈300 Mann
- 1996–1999, 2004: Bosnien und Herzegowina – SFOR
  - Transporteinheit, 180–250 Mann; (2004: 1 Kompanie, 150 Mann)
- 1996–2001: Bosnien und Herzegowina – UNMIBH
  - 1 Versorgungskompanie, Versorgungsteile, 259 Mann
- 1999: Albanien ATHUM/ALBA
  - Hilfseinsatz des Bundesheeres für ein Flüchtlingslager
  - Trinkwasseraufbereitung – Feldspital
- Seit 1999: Kosovo – KFOR
  - 1 Infanteriekontingent, 299 Mann[95]
- 1999: Türkei
  - 1 AFDRU Kontingent, 113 Mann
- 2002: Afghanistan
  - Entsendung zweier Kontingente im Rahmen der ISAF (AUCON/ISAF)
- 2003: Iran
  - AFDRU Hilfseinsatz nach Erdbebenkatastrophe
- Seit 2004: Bosnien und Herzegowina
  - EUFOR Operation Althea, 277 Mann[95]
- 2005: Sri Lanka
  - AFDRU Einheit zur Trinkwasseraufbereitung, 60 Mann nach der Tsunamikatastrophe
- 2005: Afghanistan
  - Österreichische Soldaten zur Sicherung während der Wahlen, max. 100 Mann (AUCON/ISAF)
- 2005: Pakistan
  - AFDRU Einheit zur Trinkwasseraufbereitung nach Jahrhundert-Erdbeben, 60 Mann
- Seit 2005: Demokratische Republik Kongo
  - EUSEC, 1 Mann
- 2007: Griechenland
  - Flugzeuge, Hubschrauber und Soldaten zur Bekämpfung der Waldbrände, 26 Mann
- 2007–2011: Nepal
  - UNMIN, 2 Mann
- seit 2008: Georgien
  - EUMM, 4 Mann[95]
- 2008–2010: Tschad
  - EUFOR Tchad/RCA, 160 Mann (bis 15. März 2009)
  - MINURCAT, 126 Mann (bis 31. Dezember 2009)
- Seit 2011: Libanon
  - UNIFIL Transportkompanie, 175 Mann[95]
- Seit 2013: Mali
  - EUTM Mali, MINUSMA Mali; insgesamt 4 Mann[95]
- 2023: Türkei
  - Hilfseinsatz des Bundesheeres nach Erdbeben: AFDRU Einheit (USAR), 82 Mann
- ab 23. April 2023: Niger
  - Beratungs- und Ausbildungsmission, ca. 10 Mann[96]

## Auftrag und Aufgaben
Die Aufgaben des Bundesheeres sind gemäß Art. 79 der Bundesverfassung (B-VG) und § 2 Abs. 1 Wehrgesetz festgelegt. Neben der militärischen Landesverteidigung obliegt dem Bundesheer danach die Aufrechterhaltung der Inneren Sicherheit sowie die Hilfeleistung bei Katastropheneinsätzen und die Teilnahme an Auslandseinsätzen. Um an EU-Einsätzen im Rahmen der Gemeinsame Außen- und Sicherheitspolitik der EU teilnehmen zu können, wurde der Artikel 23f (Petersberg-Aufgaben) in die Bundesverfassung aufgenommen.
Ein militärischer Befehl ist als Weisung im Sinne des Artikels 20 B-VG zu qualifizieren. Daher gilt auch im Heer Art. 20, Abs. 1, 3. Satz B-VG: Das nachgeordnete Organ kann die Befolgung einer Weisung ablehnen, wenn die Weisung entweder von einem unzuständigen Organ erteilt wurde oder die Befolgung gegen strafgesetzliche Vorschriften verstoßen würde.

## Organisation des Bundesheeres

### Friedensorganisation und Einsatzorganisation
- Friedensorganisation: Im Frieden tritt das Bundesheer zu Übungen und Assistenzeinsätzen zusammen. Um schnell auf vor allem terroristische Angriffe im Inneren, Assistenzanfragen ziviler Behörden (Hochwasserschäden, Lawinen etc.) sowie Veränderungen in der unmittelbaren Nachbarschaft Österreichs reagieren zu können, werden Präsenzkräfte in der Stärke von rund 10.000 Mann aufgestellt, zu deren Bildung bestimmte Verbände und Einheiten abwechselnd herangezogen werden. Dabei sind die Einheiten in sogenannte Kaderpräsenzeinheiten (KPE, 100 % befüllt), Kaderrahmeneinheiten (KRE, 50 % befüllt) und Rahmeneinheiten (RE, 30 % befüllt) gegliedert.
- Einsatzorganisation: Bei Einsätzen zur militärischen Landesverteidigung kann die Organisation des Bundesheeres von der Friedens- zur Einsatzorganisation werden. Letztere unterscheidet sich von der Friedensorganisation dadurch, dass ihr auch die Wehrpflichtigen des Milizstandes angehören, womit die Gesamtstärke des Heeres beträchtlich anwächst. Dabei werden KR- und R-Einheiten und die strukturierten Milizverbände mit Milizsoldaten befüllt.

Der Übergang von der Friedens- in die Einsatzorganisation erfolgt durch die Mobilmachung. Alle für den Einsatz aufzubietenden Soldaten leisten dann Einsatzpräsenzdienst. Die Heranziehung von Milizsoldaten zum Einsatzpräsenzdienst verfügt bis zu einer Gesamtzahl von 5.000 Mann (innerhalb der ihm von der Bundesregierung erteilten Ermächtigung) der Bundesminister für Landesverteidigung, darüber hinaus der Bundespräsident.

### Vertikale Organisation
Politisch-militärische Führung
Das Bundesheer ist Teil der österreichischen Bundesverwaltung und steht gemäß Artikel 80 B-VG unter dem Oberbefehl des Bundespräsidenten. Die Befehlsgewalt über das Bundesheer, soweit diese nicht dem Bundespräsidenten obliegt, wird durch den Bundesminister für Landesverteidigung ausgeübt. Der Bundesminister für Landesverteidigung übt die Befehlsgewalt über die Dienststellen des Bundesheeres grundsätzlich durch deren Kommandanten und Leiter aus.

Bundesminister und Ranghöchste Offiziere seit 1956

## Gliederung 2020+

### Bundesministerium für Landesverteidigung
- Bundesministerium für Landesverteidigung, in Wien

### Generalstab und Direktionen
Die Führung des ÖBH erfolgt durch den Chef des Generalstabes als Leiter der Generaldirektion für Landesverteidigung (GDLV) gemeinsam mit den Leitern der Direktionen 1 bis 8. Die Direktionen 1 bis 8 sind nachgeordnete Organisationseinheiten aus dem Bereich des Bundesheeres und sind dem Generalstab unterstellt.

#### Direktion 1 – Einsatz
Der Leiter der Direktion 1 ist gleichzeitig Kommandant der Landstreitkräfte und Spezialeinsatzkräfte.

##### Landstreitkräfte
Mit vier Brigaden sowie mit den territorial zuständigen Militärkommanden deckt das Heer alle Aufgaben im Bereich der Bodentruppen ab – bei Einsätzen und Übungen im Inland und im Ausland.

###### Brigaden
Das Kommando Streitkräfte führt die folgenden Einheiten im Range einer Brigade:
| 3. Jägerbrigade (Mautern) | 4. Panzergrenadierbrigade (Hörsching) | 6. Gebirgsbrigade (Absam) | 7. Jägerbrigade/Jagdkampf (Klagenfurt) |
| --- | --- | --- | --- |
| - Stabsbataillon 3 (Mautern) - Aufklärungs- & Artilleriebataillon 3 (Mistelbach) - Jägerbataillon 17 (Straß) - Jägerbataillon 19 (Güssing) - Jägerbataillon 33 (Zwölfaxing) - Pionierbataillon 3 (Melk) | - Panzerstabsbataillon 4 (Hörsching) - Aufklärungs- & Artilleriebataillon 4 (Allentsteig) - Panzerbataillon 14 (Wels) - Panzergrenadierbataillon 13 (Ried) - Panzergrenadierbataillon 35 (Großmittel) | - Stabsbataillon 6 (Innsbruck) - Jägerbataillon 23 (Bludesch) - Jägerbataillon 24 (Lienz) - Jägerbataillon 26 (Spittal) - Pionierbataillon 2 (Wals-Siezenheim) - Gebirgskampfzentrum (Saalfelden) | - Stabsbataillon 7 (Klagenfurt) - Jägerbataillon 12 (Amstetten) - Jägerbataillon 18 (Sankt Michael) - Jägerbataillon 25 (Klagenfurt) - Aufklärungs- & Artilleriebataillon 7 (Feldbach) - Pionierbataillon 1 (Villach) |

###### Militärkommanden
- Militärkommando Burgenland, in Eisenstadt
  - Jägerbataillon Burgenland, in Güssing
  - Pionierkompanie Burgenland, in Eisenstadt
- Militärkommando Kärnten, in Klagenfurt
  - Jägerbataillon Kärnten, in Klagenfurt
  - Pionierkompanie Kärnten, in Klagenfurt
- Militärkommando Niederösterreich, in Sankt Pölten
  - Jägerbataillon Niederösterreich „Kopal“, in Amstetten
  - Pionierkompanie Niederösterreich, in Sankt Pölten
- Militärkommando Oberösterreich, in Hörsching
  - Jägerbataillon Oberösterreich, in Hörsching
  - Pionierkompanie Oberösterreich, in Hörsching
- Militärkommando Salzburg, in Wals-Siezenheim
  - Jägerbataillon Salzburg „Erzherzog Rainer“, in Tamsweg
  - Pionierkompanie Salzburg, in Wals-Siezenheim
- Militärkommando Steiermark, in Graz
  - Jägerbataillon Steiermark „Erzherzog Johann“, in Sankt Michael
  - Pionierkompanie Steiermark, in Graz
- Militärkommando Tirol, in Innsbruck
  - Jägerbataillon Tirol, in Absam
  - Pionierkompanie Tirol, in Landeck
- Militärkommando Vorarlberg, in Bregenz
  - Jägerbataillon Vorarlberg, in Bregenz
  - Pionierkompanie Vorarlberg, in Bludesch
- Militärkommando Wien, in Wien
  - Gardebataillon, in Wien
  - Jägerbataillon Wien 1 „Hoch- und Deutschmeister“, in Wien
  - Jägerbataillon Wien 2 „Maria Theresia“, in Wien
  - Pionierkompanie Wien, in Wien

##### Spezialeinsatzkräfte
Neben den Land- und Luftstreitkräften verfügt das Österreichische Bundesheer auch über Spezialeinsatzkräfte. Zu den Fähigkeiten zählen spezielle Einsätze zu Lande, zu Wasser und nach Anlandung aus der Luft.
- Jagdkommando, in Wr. Neustadt

#### Direktion 2 – Luftstreitkräfte
Der Leiter der Direktion 2 ist gleichzeitig Kommandant der Luftstreitkräfte.

##### Luftraumüberwachung
- - Kommando und Betriebsstab, in Wals-Siezenheim
    - Betriebsstab, in Wien
    - Einsatzzentrale Basisraum des Systems Goldhaube, in St. Johann im Pongau

  - Überwachungsgeschwader, am Fliegerhorst Hinterstoisser
    - Stabskompanie
    - Militärflugleitung
    - Jagdstaffel 1, mit Eurofighter Typhoon
    - Jagdstaffel 2, mit Eurofighter Typhoon
    - Flugbetriebskompanie
    - Wachsicherungs- und Ausbildungskompanie
    - Ausbildungs- und Simulationszentrum

  - Radarbataillon, in Wals-Siezenheim
    - Radarstationen am Kolomansberg, Großer Speikkogel und Steinmandl

  - Fliegerabwehrbataillon 2, am Fliegerhorst Hinterstoisser, und Aigen im Ennstal
  - Fliegerwerft 2, am Fliegerhorst Hinterstoisser, zuständig für die Wartung der Eurofighter Typhoon, Saab 105Ö und PC-7 Turbo Trainer
  - Technisch-Logistisches Zentrum, in Wals-Siezenheim

##### Luftunterstützung
- - Luftunterstützungsgeschwader, am Fliegerhorst Leopold Figl
    - Mittlere Transporthubschrauberstaffel, mit S-70A-42 Black Hawk Helikoptern
    - bewaffnete Mehrzweckhubschrauberstaffel, mit OH-58B Kiowa Helikoptern
    - Leichte Lufttransport-Staffel, mit PC-6 Turbo Porter Flugzeugen
    - Luftaufklärungsstaffel, mit EADS Tracker Drohnen

  - Mehrzweckhubschrauberstaffel, in Aigen im Ennstal
  - Leichte Transporthubschrauberstaffel 1, am Fliegerhorst Vogler, mit AB 212 Helikoptern
  - Leichte Transporthubschrauberstaffel 2, am Fliegerhorst Vogler, mit AB 212 Helikoptern
  - Lufttransportstaffel, am Fliegerhorst Vogler, mit C-130K Hercules Transportflugzeugen
  - Flugbetriebskompanie, am Fliegerhorst Vogler
  - Hubschrauber-Stützpunkt, in Schwaz
  - Fliegerwerft 1, am Fliegerhorst Leopold Figl, zuständig für die Wartung der S-70A-42 Black Hawk, OH-58B Kiowa und PC-6 Turbo Porter
  - Fliegerwerft 3, am Fliegerhorst Vogler, zuständig für die Wartung der AB 212
  - Luftfahrttechnologisches Logistikzentrum, am Fliegerhorst Vogler

##### Flieger- und Fliegerabwehrtruppenschule
Die Flieger- und Fliegerabwehrtruppenschule (FlFlATS) ist für die Ausbildung aller Offiziere und Unteroffiziere der Waffengattungen Flieger und Fliegerabwehr, sowie der Fachrichtungen Luftraumüberwachung, Luftaufklärung und Luftfahrttechnik zuständig.

#### Direktion 3 – Ausbildung
Die Direktion 3 ist für alle Angelegenheiten der Ausbildung des ÖBH inklusive der Dienstvorschriften und Terminologie verantwortlich.
Darüber hinaus wird auch die Zuständigkeit für Ausbildungsentsendungen und internationale Ausbildungsabkommen wahrgenommen.

#### Direktion 4 – Logistik
Zu den Aufgaben der Direktion 4 gehören unter anderem das Bereitstellen, Warten und Verteilen von Waffensystemen, Munition, Ausrüstung, Bekleidung und weiteren Versorgungsgütern.
- Kommando Streitkräftebasis
  - Heereslogistikzentrum Wien
  - Heereslogistikzentrum Klagenfurt
  - Heereslogistikzentrum Salzburg
  - Heereslogistikzentrum St. Johann in Tirol
  - Heereslogistikzentrum Wels
  - Heereslogistikzentrum Graz
  - Heeresmunitionsanstalt Großmittel
  - Heeresmunitionsanstalt Stadl Paura
  - Heeresmunitionsanstalt Buchberg
  - Heeresbekleidungsanstalt
  - Versorgungsregiment 1
  - Versorgungsbataillon
  - Heereslogistikschule

#### Direktion 5 – Rüstung
Die Direktion 5 ist für alle Angelegenheiten der Beschaffungsplanung und -abwicklung des ÖBH verantwortlich. Darüber hinaus wird u. a. auch die Zuständigkeit für Materialkatalogisierung wahrgenommen.
Der Leiter der Direktion 5 ist gleichzeitig Nationaler Rüstungsdirektor.

#### Direktion 6 – IKT & Cyber
Das Aufgabengebiet der Direktion 6 umfasst die gesamten IKT-Agenden des BMLV und Bundesheeres sowie die operative Umsetzung der Cyber-Defence. Weiters werden auch die Angelegenheiten Chief Digital Officer, Chief Information Officer und Cyber-Koordinator des BMLV wahrgenommen. In der Direktion 6 sind sowohl planende bzw. steuernde als auch operative Organisationselemente für Cyber-Defence eingerichtet:
- IKT-Cyberplanung
- IKT-Cybereinsatz
- Informations-Kommunikations-Technologie und Cybersicherheitszentrum
- Führungsunterstützungsbataillon 1
- Führungsunterstützungsbataillon 2
- Führungsunterstützungsschule

#### Direktion 7 – Infrastruktur
Die Direktion 7 wird durch das Organisationselement Immobilienmanagement (ImmoMngt), gemeinsam mit den nachgeordneten zwölf Militärservicezentren (MSZ) und dem Organisationselement Wohnheime & Seminarzentren (WH&SemZ) gebildet.

#### Direktion 8 – Militärisches Gesundheitswesen
Aufgabe des Militärischen Gesundheitswesens ist die medizinische Versorgung der Soldaten und zivilen Bundesheerangehörigen in Österreich, bei internationalen Hilfseinsätzen und bei Friedensmissionen.
Die Sanitätszentren sind Ergebnisse der Zusammenlegung der Sanitätselemente Ost-, Süd- und Westösterreichs. Dabei wurden die Militärspitäler, der Truppenärztliche Dienst und die Feldambulanzen zu medizinischen Kompetenzzentren zusammengefasst. Bei Bedarf steht eine aus allen Sanitätszentren gebildete Feldambulanz als Spital für eine Brigade (österreichisch oder multinational mit ca. 500 Soldaten) bereit, die weltweit eingesetzt werden kann. Die Truppenärzte in den Garnisonen kümmern sich um die Gesundheit der Soldaten im gesamten Bundesgebiet. Ein neu gebildetes Element in der Feldambulanz Hörsching sorgt für die sanitätsdienstliche Unterstützung des Heimtransportes von verletzten oder erkrankten Soldaten aus dem Ausland.

##### Sanitätszentrum Ost
- Heeresspital Wien
- Sanitätsschule
- Gesundheits- und Krankenpflegeschule
- Sanitätsanstalt St. Pölten
- Heeresapotheke
- Arbeitsmedizinisches Zentrum
- Truppenärztlicher Dienst
- Notärztlicher Dienst

##### Sanitätszentrum Süd
- Feldambulanz Graz
- Lehrkompanie Klagenfurt

##### Sanitätszentrum West
- Feldambulanz Innsbruck
- Lehrkompanie Salzburg

Feldambulanz Hörsching

## Truppengattungen
Eine Truppengattung ist die Gesamtheit aller militärischen Kräfte, die vergleichbare Fähigkeiten, Ausrüstung und Ausbildung sowie Aufträge haben.
Die in der Vergangenheit praktizierte Kategorisierung in Truppengattungen (Führungs- und Führungsunterstützungstruppen, Kampftruppen, Kampfunterstützungstruppen, Einsatzunterstützungstruppen) ist in der Truppe noch geläufig, obgleich sie als „nicht mehr zielführend“ beschrieben wird. Im Militärstrategischen Konzept 2017 erfolgt daher nur mehr eine Einteilung der Streitkräfte nach Teilstreitkräften und Waffengattungen.

## Wehrsystem
Die Organisation des Bundesheeres in Friedenszeiten umfasst nur Wehrpflichtige des Präsenzstandes, die Einsatzorganisation umfasst auch die Milizsoldaten. Für die Heranziehung von mehr als 5.000 Mann der Miliz ist die Ermächtigung des Bundespräsidenten erforderlich.

### Wehrpflicht
Das Wehrsystem sieht vor, dass jeder taugliche männliche österreichische Staatsbürger im Alter von 17 bis 50 Jahren, Offiziere, Unteroffiziere und Spezialisten (Ärzte, Ingenieure, Chemiker, Waffenexperten, Dolmetscher etc.) bis zum Ablauf des Jahres, in dem sie das 65. Lebensjahr vollenden, wehrpflichtig sind. Frauen können freiwillig Dienst im Bundesheer leisten (Art. 9a Abs3 B-VG). Männliche Staatsbürger, die aus Gewissensgründen die Erfüllung der Wehrpflicht verweigern, müssen einen Ersatzdienst leisten (Zivildienst). Für Zivildienstleistende, die Berufe, die das Führen einer Waffe erfordern, ergreifen wollen, kann eine nachträgliche militärische Ausbildung angeordnet werden (§ 6b Abs5 Zivildienstgesetz).
Das Bundesheer erhält somit vor allem auf Grund der allgemeinen Wehrpflicht seine personellen Ressourcen.

### Milizsystem
Gemäß Artikel 79 B-VG ist das Bundesheer nach einem Milizsystem einzurichten, wonach es in Friedenszeiten nur zu Übungen und in geringerer Mannstärke zusammentritt. Die Wehrpflichtigen gehören für die Dauer ihrer Wehrpflicht dem Präsenzstand, dem Milizstand oder dem Reservestand an:
| Präsenzstand | Personen, die dem Präsenzstand angehören, sind Soldaten. Dem Präsenzstand gehören Wehrpflichtige an, die zum Präsenzdienst (in der Dauer von insgesamt sechs Monaten) einberufen sind („Präsenzdiener“) – bzw. Frauen, die sich freiwillig zum Ausbildungsdienst melden –, sowie Personen, die dem Bundesheer aufgrund eines Dienstverhältnisses angehören („Berufssoldaten“). - Die Friedensorganisation umfasst nur Soldaten, - die Einsatzorganisation Soldaten und Wehrpflichtige im Milizstand. - Soldaten haben planmäßig vordefinierte Funktionen in der Einsatzorganisation. |
| Milizstand   | Dem Milizstand gehören Personen an, die nicht im Präsenzstand sind, jedoch auch nicht in den Reservestand (siehe unten) getreten sind. Demnach ist „Milizsoldat“, wer beispielsweise im Zuge einer Mobilmachung vom Reservestand in den Milizstand versetzt wird oder sich in Friedenszeiten freiwillig, vor Rückkehr in den Zivilberuf, zur militärischen Weiterbildung in regelmäßigen Milizübungen verpflichtet hat. Seit September 2009 werden auch Personen im Ausbildungsdienst und Zeitsoldaten, die keine Freiwilligmeldung zur Miliz abgegeben haben, in den Milizstand beordert. Bis 2006 befanden sich im Milizstand auch jene Wehrpflichtigen, die Grundwehrdienst von weniger als acht Monaten geleistet hatten und die restliche Zeit beispielsweise in Form von alljährlichen Truppenübungen ableisteten. Milizsoldaten sind zwar in das Bundesheer eingegliedert, jedoch nur zu Übungs- und Einsatzzwecken militärisch tätig und gehen ansonsten einem Zivilberuf nach. - Die Friedensorganisation umfasst nur Soldaten, die Einsatzorganisation Soldaten und Wehrpflichtige im Milizstand. Milizsoldaten haben, ebenso wie Soldaten, planmäßig vordefinierte Funktionen in der Einsatzorganisation. Durch ihre Eingliederung in die Einsatzorganisation treffen Milizsoldaten besonders Pflichten im Rahmen der Einsatzvorbereitung, sie können Bekleidungs- und Ausrüstungsgegenstände zur persönlichen Verwahrung bekommen und sind unter den Voraussetzungen des § 35 Wehrgesetz zum Tragen der Uniform auch in Nichtübungs- oder -einsatzzeiten berechtigt. Ab 2024 sollen Organisationselemente der Miliz mit festgelegtem erhöhten Bereitschaftsgrad festgelegt werden, die als Reaktionsmiliz (ReakMiliz) als Teil der Reaktionskräfte des ÖBH ohne wesentliche Einsatzvorbereitung nach Aufbietung österreichweit zum Einsatz kommen können. |
| Reservestand | Alle Wehrpflichtigen, die weder dem Präsenzstand noch dem Milizstand angehören, sind „Reservisten“. Sie können außerhalb des Bundesheeres ihren Dienstgrad nur mit dem Zusatz „dRes“ („des Reservestandes“) führen und sind unter den Voraussetzungen des § 35 Wehrgesetz zum Tragen der Uniform auch in Nichtübungs- oder Einsatzzeiten berechtigt. - Die Friedensorganisation umfasst nur Soldaten, die Einsatzorganisation Soldaten und Wehrpflichtige im Milizstand. Reservisten sind keiner Einsatzorganisation unmittelbar zugeteilt, können aber in besonderen Bedarfssituationen zusätzlich bzw. ersatzweise herangezogen werden. - Wehrpflichtige des Reservestandes können in den Fällen eines Einsatzes des Bundesheeres nach § 2 Abs. 1 lit. a bis c Wehrgesetz (militärische Landesverteidigung, Assistenzeinsatz; Näheres siehe oben) – nach Maßgabe des Bedarfs und ihrer Eignung für eine Verwendung in der Einsatzorganisation – in den Milizstand versetzt werden, womit sie zum Beispiel ersatzweise eine planmäßig vordefinierte Funktion in der Einsatzorganisation erhalten. |

Von den mehr als 1.000.000 ausgebildeten Wehrpflichtigen im Alter von 18 bis 50 (bzw. 65) stehen etwa 25.000 im Präsenzstand (circa 14.000 Berufssoldaten und circa 10.000 Grundwehrdiener), circa 24.000 im Milizstand und theoretisch circa 945.000 im Reservestand. Durch die auf sechs Monate reduzierte Grundausbildung sind die Grundwehrdiener nach Meinung der Österreichischen Offiziersgesellschaft jedoch nicht mehr feldverwendungsfähig.

### Geschlechtsspezifische Einstellungsvoraussetzungen
Frauen können seit 1. Jänner 1998 im Bundesheer freiwillig als Soldatinnen dienen und haben das Recht, diesen Dienst zu beenden. Für sie gelten geringere körperliche Leistungsanforderungen bei Aufnahmetest und späterer Berufsausübung (anders als bei der Schweizer Armee). 2010 sind 348, etwas mehr als zwei Prozent der insgesamt knapp 15.000 Berufssoldaten Frauen, darunter 70 Leistungssportlerinnen. Trotz anfänglich hohen Interesses konnten die angestrebten mehreren tausend Soldatinnen nicht erreicht werden.
Um die Frauenquote beim Militär zu erhöhen, ist es ab dem 1. April 2023 für Frauen möglich, einen freiwilligen Grundwehrdienst zu leisten. Bis dahin konnten Frauen nur direkt eine Kaderlaufbahn, also eine Laufbahn als Unteroffizier oder als Offizier einschlagen, für welche eine strengere Eignungsprüfung (Kadereignung statt Mannschaftseignung) zu absolvieren ist. Der physische Eignungstest zu Beginn des freiwilligen Grundwehrdienstes entfällt und Soldatinnen sollen sich die benötigte Fitness während der ersten sechs Monate aneignen. Durch diese Möglichkeit ist der Zugang zum Bundesheer niederschwelliger, da Frauen nun auch nur Mannschafts- und Chargenfunktionen anstreben können.

## Bundesheer in Zahlen
Verteidigungsetat der letzten Jahre, Personal ab 2015 jeweils mit Stichtag 01.01:
| Jahr | Budget          | Anteil am BIP | Zivilpersonal | Militärpersonal inkl. Wehrpflichtige | Soldaten im Einsatz |
| ---- | --------------- | ------------- | ------------- | ------------------------------------ | ------------------- |
| 2001 | 3,393 Mrd. Euro | 0,91 %        |               |                                      |                     |
| 2002 | 3,344 Mrd. Euro | 0,88 %        |               |                                      |                     |
| 2003 | 2,111 Mrd. Euro | 0,91 %        |               |                                      |                     |
| 2004 | 2,158 Mrd. Euro | 0,89 %        |               |                                      |                     |
| 2005 | 2,160 Mrd. Euro | 0,85 %        | 9.481         | 35.471                               | 1.202               |
| 2006 | 2,104 Mrd. Euro | 0,79 %        | 9.795         | 35.448                               | 1.276               |
| 2007 | 2,566 Mrd. Euro | 0,91 %        | 9.563         | 33.313                               | 1.078               |
| 2008 | 2,558 Mrd. Euro | 0,87 %        | 9.418         | 27.300                               | 1.300               |
| 2009 | 2,401 Mrd. Euro | 0,84 %        | 9.023         | 28.065                               | 1.268               |
| 2010 | 2,430 Mrd. Euro | 0,82 %        | 9.030         | 29.533                               | 1.068               |
| 2011 | 2,453 Mrd. Euro | 0,79 %        | 8.738         | 27.110                               | 1.298               |
| 2012 | 2,481 Mrd. Euro | 0,78 %        | 8.685         | 25.963                               | 1.399               |
| 2013 | 2,432 Mrd. Euro | 0,75 %        | 8.077         | 24.448                               | 1.049               |
| 2014 | 2,491 Mrd. Euro | 0,75 %        | 8.201         | 22.689                               | 909                 |
| 2015 | 2,403 Mrd. Euro | 0,70 %        | 8.263         | 26.339                               |                     |
| 2016 | 2,588 Mrd. Euro | 0,74 %        | 8.196         | 22.645                               |                     |
| 2017 | 2,797 Mrd. Euro | 0,80 %        | 8.177         | 22.701                               |                     |
| 2018 | 2,870 Mrd. Euro | 0,70 %        | 8.216         | 24.678                               |                     |
| 2019 | 2,920 Mrd. Euro | 0,70 %        | 8.121         | 24.586                               |                     |
| 2020 | 3,160 Mrd. Euro | 0,80 %        |               |                                      |                     |
| 2021 | 3,299 Mrd. Euro | 0,80 %        |               |                                      |                     |
| 2022 | 3,477 Mrd. Euro | 0,80 %        |               |                                      |                     |

### Kritik an fehlender Einsatzfähigkeit
In der Vergangenheit wurde das österreichische Bundesheer aufgrund des ehemals knappen Budgets, aber auch struktureller Fehler als schlecht auf Bedrohungsszenarien vorbereitet gesehen. Auch der Bundespräsident kritisierte damals, dass, wenn nichts passiere, in den kommenden Jahre bei der Einsatzbereitschaft „eine rote Linie überschritten“ werde.
Das Bundesheer musste seit Jahren mit einem im internationalen Vergleich sehr geringen Budget auskommen. Für das Jahr 2019 waren 0,57 % des österreichischen BIPs vorgesehen. Im Vergleich dazu betrug in der EU der Durchschnitt 1,3 % des BIPs. Durch die zu geringe Finanzierung des Bundesheeres hat sich ein Investitionsrückstau ergeben. Gefordert wurde schon damals zumindest 1 % des BIPs, was bereits Helmut Zilk, der im Jahr 2004 der Vorsitzende der Bundesheerreformkommission war, verlangt hatte.
Ein strukturelles Problem ist, dass im Heer aufgrund eines Pragmatisierungsgrads von über 92 % über die Zeit automatisch viel teures Personal, das im einfachen Dienst kaum einzusetzen ist, entsteht. Eine Folge davon ist, dass unter den insgesamt etwa 16.000 Berufs- und Zeitsoldaten einem Anteil von 21 % Offizieren und 69 % Unteroffizieren lediglich 10 % Soldaten gegenüberstehen (im Vergleich dazu beträgt der Anteil der Soldaten in der Schweizer Armee 70 %). Dazu kommen noch etwa 8.000 Grundwehrdiener, wodurch der Anteil der Soldaten auf 41 % steigt – immer noch weniger als die sich in dieser Betrachtung ergebenden 45 % Unteroffiziere.
Kritisiert wird auch der Niedergang der Miliz, der durch die Bundesheer-Reform-Kommission mit der Verkürzung des Wehrdienstes von acht auf sechs Monate und dem damit verbundene Wegfall verpflichtender Milizübungen begonnen habe.

### Änderungen in der Verteidigungspolitik ab 2022
Durch den Einmarsch der russischen Truppen in die Ukraine gab es in Österreich ein Umdenken. Am 6. Oktober 2022 wurde das neue Budget des Heeres präsentiert. Für 2023 beträgt das Budget 1 % des BIP inklusive Pensionen. Nach Abzug der Pensionen bleiben ca. 3,3 Mrd. Euro, also rund 600 Millionen mehr als im Vorjahr. Für 2024 sind 3,7 Mrd. Euro, für 2025 4,2 Mrd. Euro und für 2026 4,7 Mrd. Euro vorgesehen (1,5 % des BIP). Um das erhöhte Verteidigungsbudget und damit die Finanzierung des Bundesheeres auf Jahre abzusichern, wurde ein Landesverteidigungs-Finanzierungsgesetz (LV-FinG) beschlossen. Durch diese legistische Maßnahme wird das Verteidigungsbudget bis 2032 abgesichert. Mittlerweile bekennen sich alle größeren Parteien zum Bundesheer und seiner Notwendigkeit. Das höhere Budget wurde einstimmig im Nationalrat beschlossen.

## Ausrüstung
Um seine Aufgaben zu erfüllen, verfügt das Bundesheer über eine Vielzahl an Luftfahrzeugen, Fahrzeugen, Waffen- und IKT-Systemen.

### Infanteriewaffen

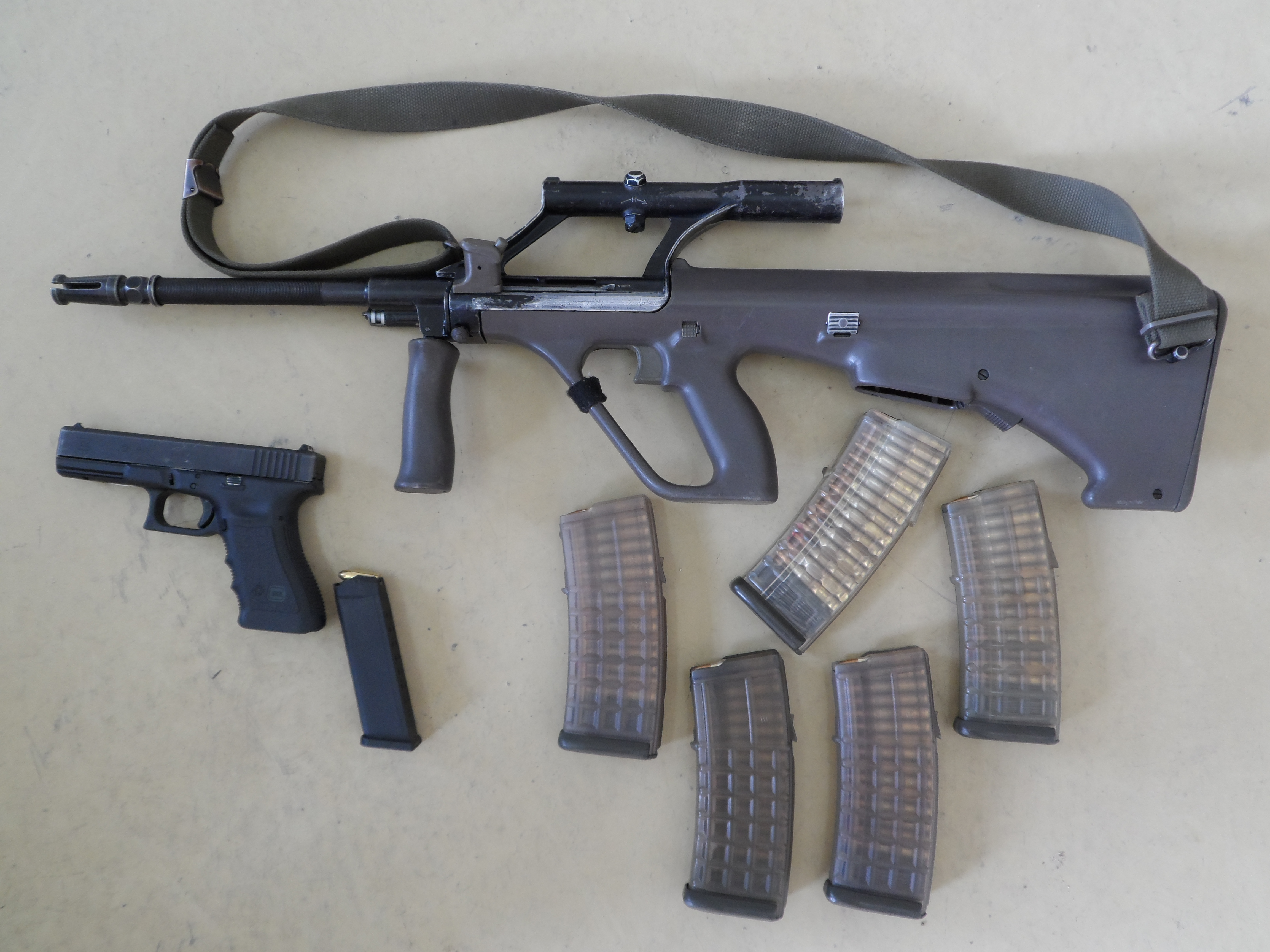
StG 77 und P 80 mit Magazinen

### Radfahrzeuge

#### Motorräder
- BMW K 75 RT
- KTM 250
- Kawasaki KLE 650 Versys (Militärpolizei)
- 50 Quads[120]

#### PKW, Busse, LKW

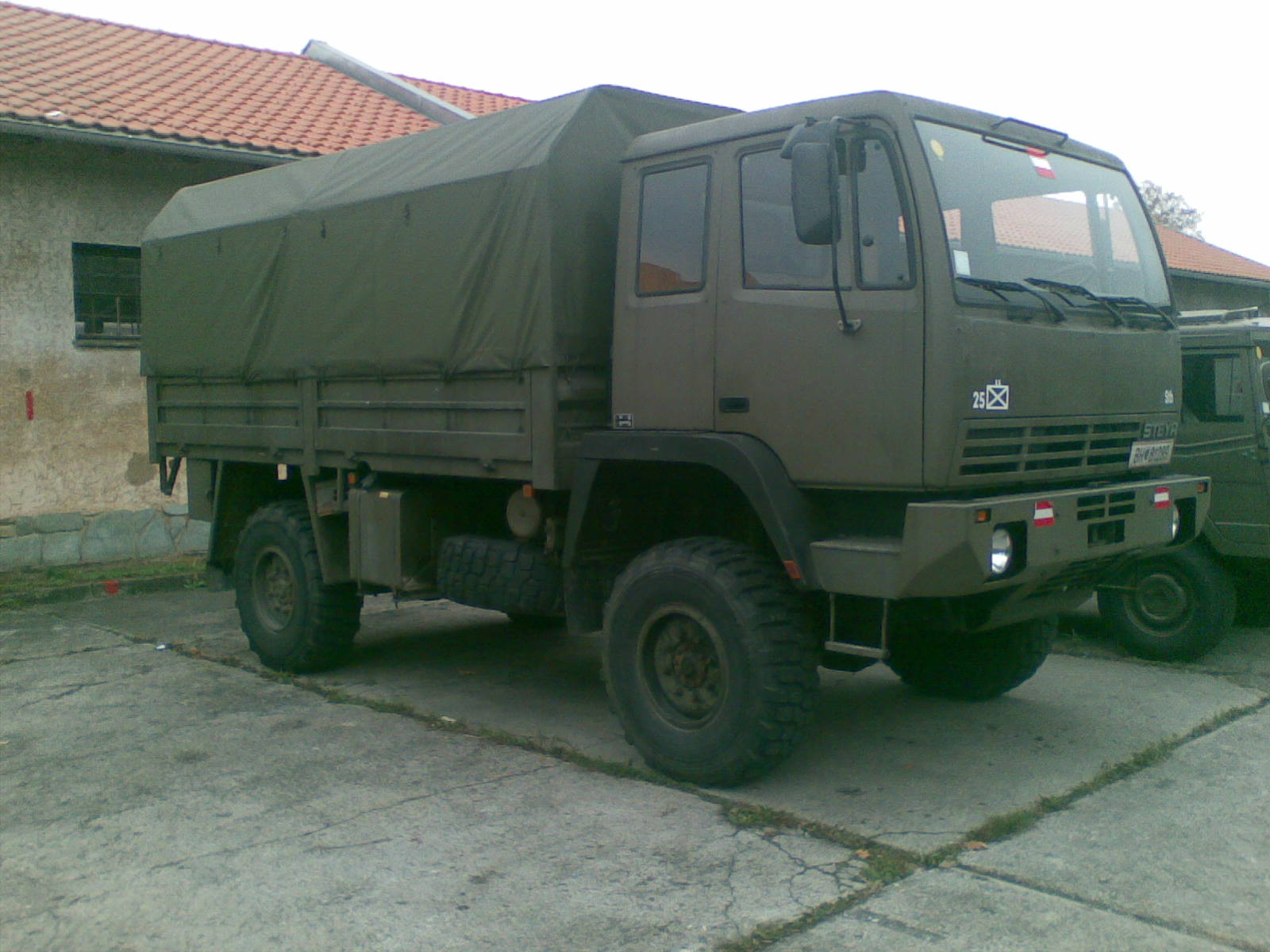
Lkw Steyr 12M18, ist veraltet und wurde großteils durch moderne MAN ersetzt.

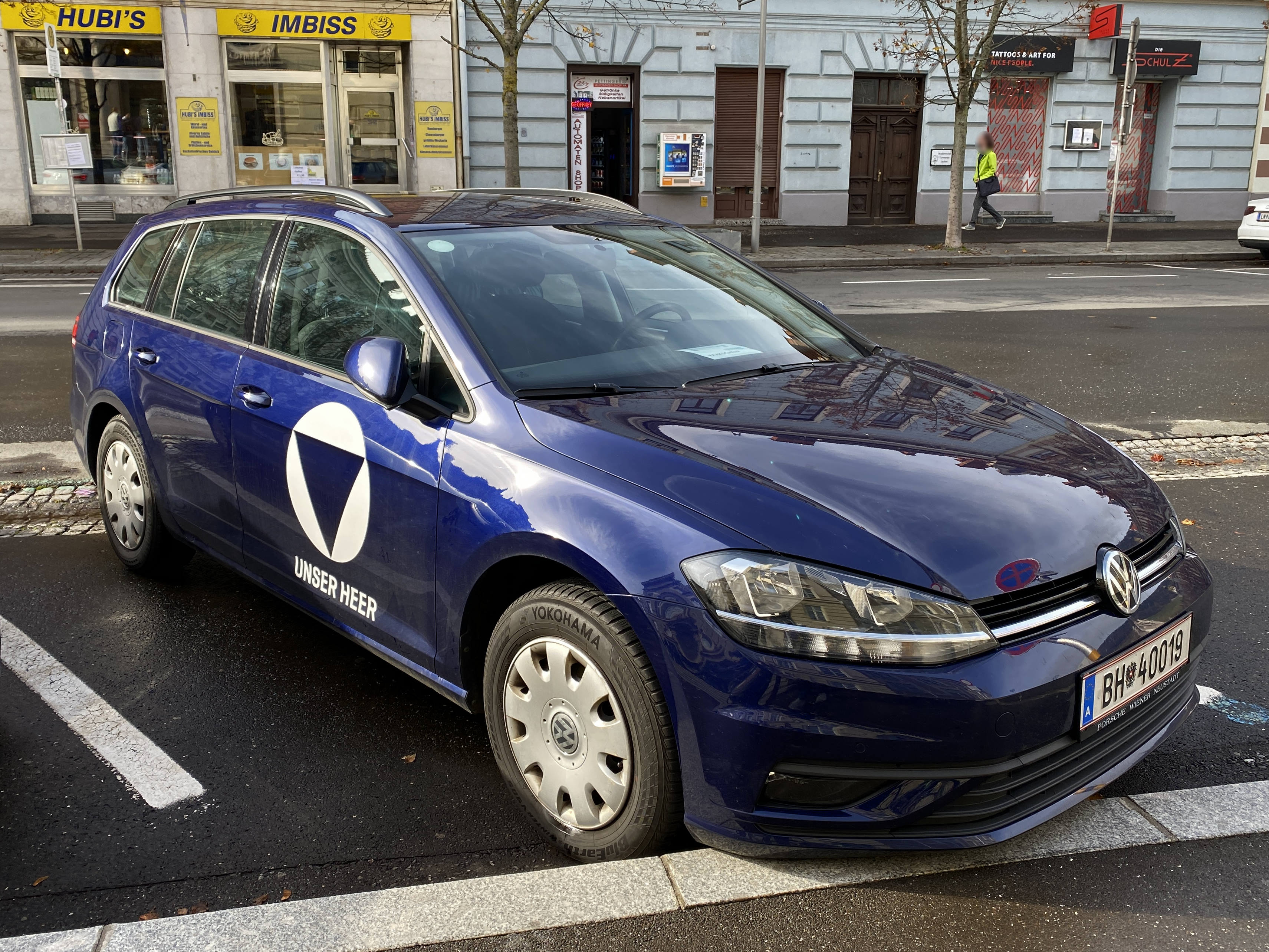
VW Golf VII Variant

- VW Golf VII Variantca. 460 Steyr 12M18 für Mannschafts- und Materialtransporte, mit Masse in Ausscheidung begriffen.
- ? Steyr 9S18 Einzel- und Steyr 12S22 Doppelkabiner als Transportfahrzeug für schwere oder sperrige Lasten mit großräumiger Ladefläche
- 307 MAN TGM 12.240 4×4 BL mit Wechselaufbau
- 286 Unimog U4000-ÖBH mit Wechselaufbausystem für Mannschafts- und Materialtransporte
- 380 MAN TGM 14.280
- 24 MAN 38.440 8x8
- ? VW Golf 7 Variant zum Personentransport
- ? VW-Bus zum Personentransport
- 34 Großraumbusse[121]
- 100 VW Touareg für Ausbildung, Erkundung, Aufklärung und als Verbindungsfahrzeuge[122]
- ca. 550 Mitsubishi L-200 Pick-Up
- ca. 900 Steyr Pinzgauer 710, 712, 714, 716 M, Ausphasung in Synchronisation mit Zulauf von Neufahrzeugen
- ca. 300 Puch G mit kurzem und langem Radstand sowie mit Fest- und Planenaufbau und als Sondervariante G 290/LP „Sandviper“[123], Ausphasung in Synchronisation mit Zulauf von Neufahrzeugen
- ? ÖAF SLKW für Mannschafts- oder Materialtransporte, mit oder ohne Kranaufbauten, als ABC-Dekontaminationsfahrzeug oder als „gehärtete“ Version zum Schutz gegen max. 7,62 × 51-mm-NATO-Geschoße, mit Masse in Ausscheidung begriffen.
- 3 Schwerlasttransporter
- 20 VW T6 4 Motion Krankentransportwägen[124]
- 20 VW Crafter 4 Motion Notarztwägen[124]
- 30 VW ID.3 für militärische Aufgaben und herkömmliche Fahrten[125]
- 3 Hyundai Nexo FCEV für Erprobung im Truppenalltag[126]

### Panzer, gepanzerte Fahrzeuge
- Kampfpanzer: Leopard 2A4

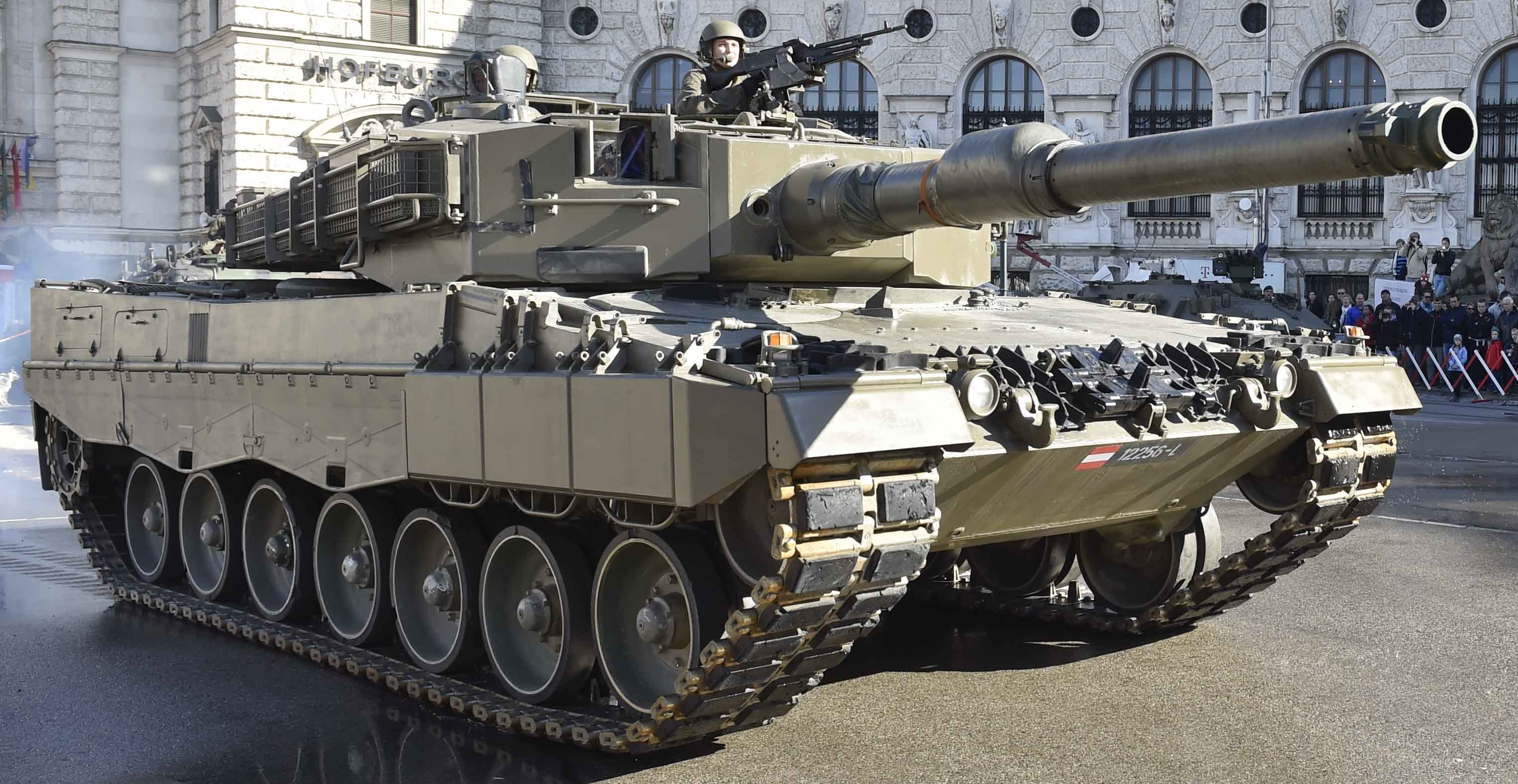
Leopard 2A4

  - 58 Leopard 2A4 (KPz Leopard),[127] alle 58 Leopard werden einer Nutzungsdauerverlängerung unterzogen.[81]
- Schützenpanzer: Steyr Ulan (ASCOD)

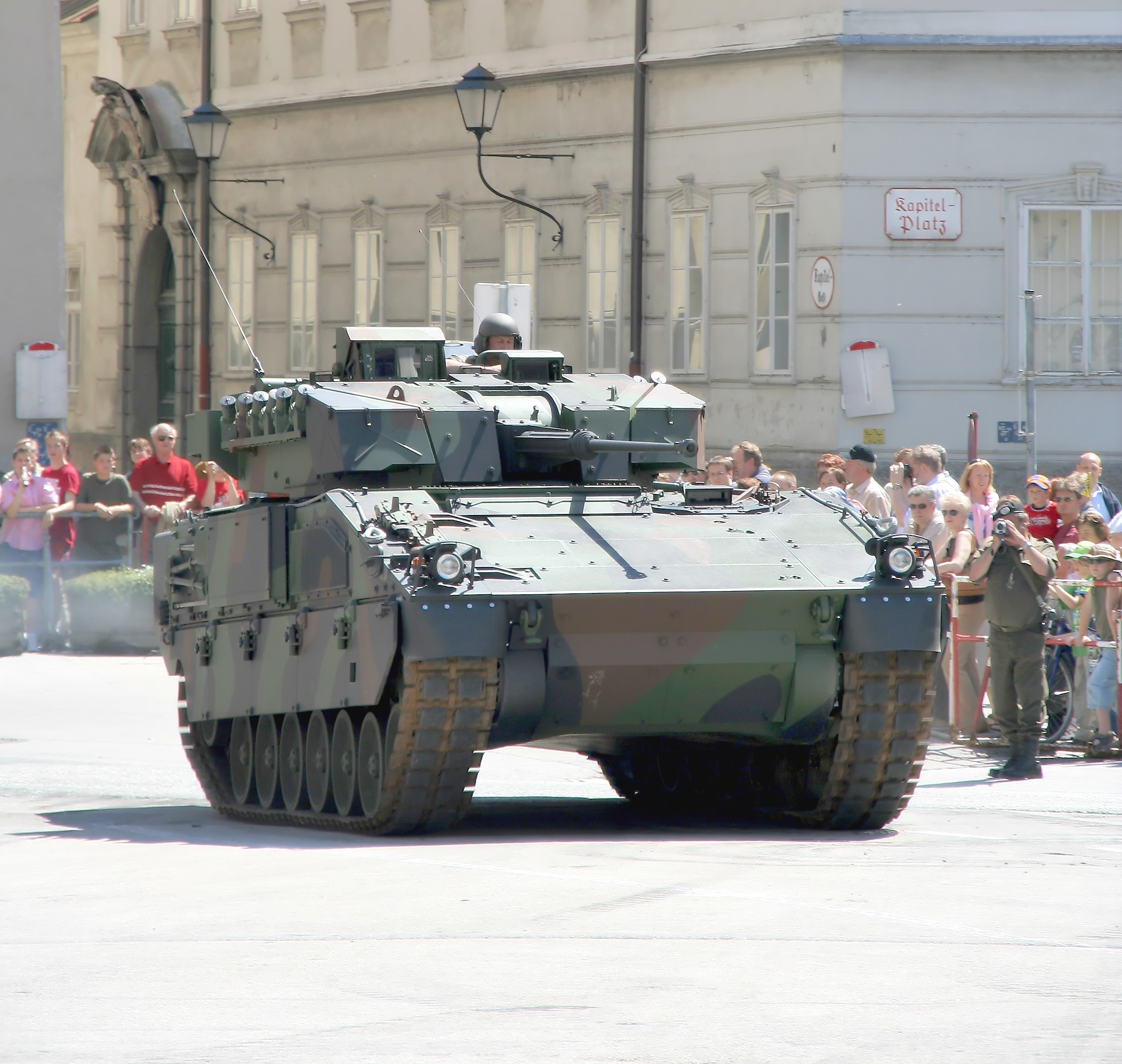
Steyr Ulan (ASCOD)

  - 112 Steyr Ulan (SPz Ulan), alle 112 Ulan werden zurzeit einer Nutzungsdauerverlängerung unterzogen.[128]
- Transportpanzer: Steyr Pandur A1
  - 74 Steyr Pandur (MTPz Pandur I)[129]
  - 100 Pandur EVO (bis 2025).[130]

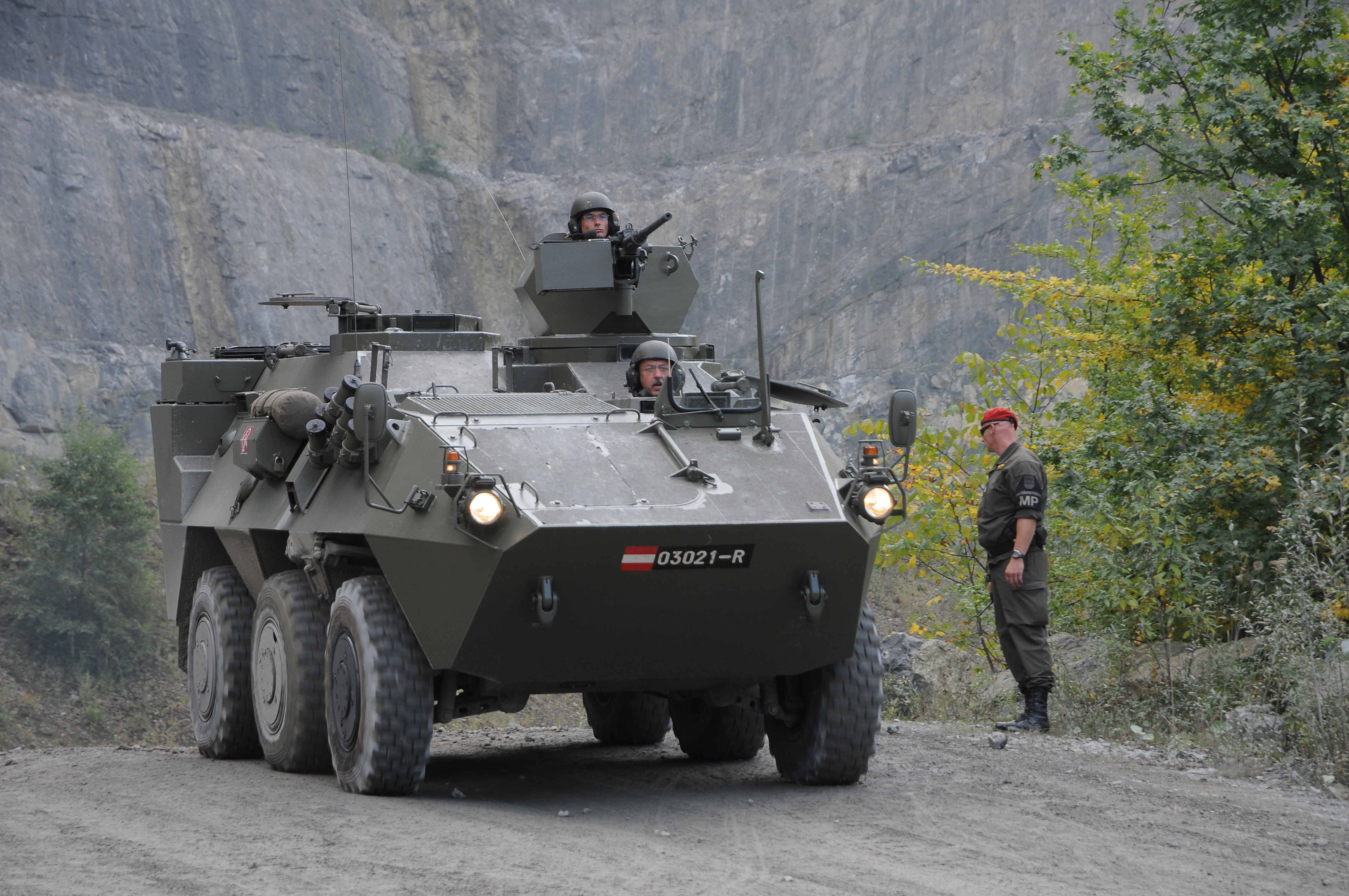
Steyr Pandur A1

  - 225 Pandur EVO in 12 verschiedenen Versionen (bis 2032)[131]
- Bergepanzer:
  - 10 M88 A1 (BgePz M88)
  - 27 Steyr 4KH7FA-SB Greif A1 (BgePz Greif A1)
- Pionierpanzer:
  - 18 Steyr 4KH7FA Greif (PiPz Greif)
- geschützte Transportfahrzeuge:
  - 66 ATF Dingo 2 Patrouille.[132][133]
  - 39 ATF Dingo ABC
  - 28 ATF Dingo 2 MatE[132]
  - 30 ATF Dingo 2 (Notarztwagen)[133]
  - 127 Iveco LMV (GMF Husar)[134]
  - 20 Iveco LMV (GMF Husar) mit BA Ausrüstung[135][136]
  - 32 BvS10 „Hägglunds“.[132][137]
  -  ? Toyota Land Cruiser 200 (seit 2023)

### Artillerie
- 53 Panzerhaubitze M109[138]
- 26 Rechenstellenpanzer, bewegliche Gefechtsstände bzw. Beobachtungsfahrzeuge M 109[136]

### Fliegerabwehr und Luftraumüberwachung

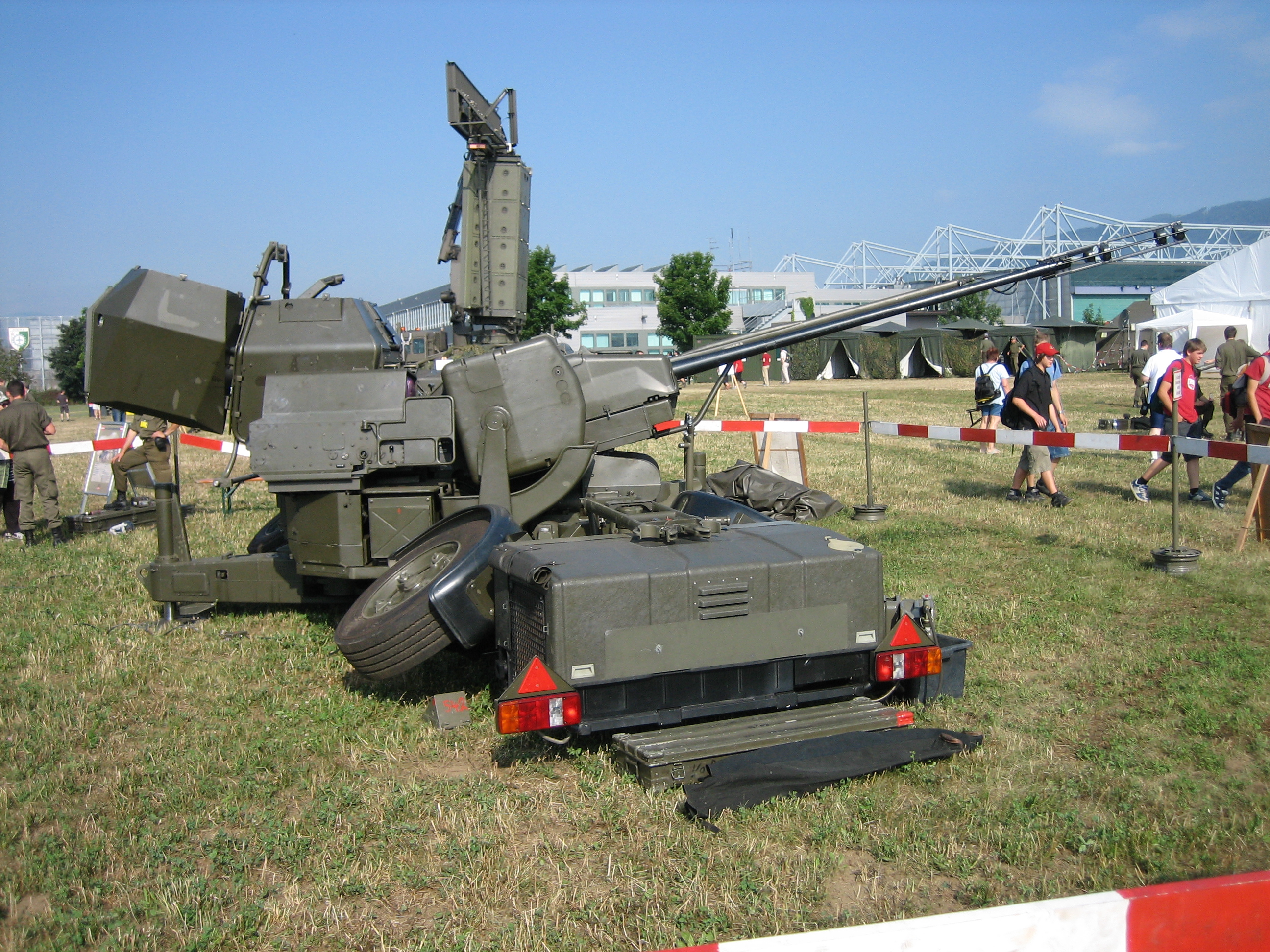
ZFlAK 85

- 24 Zwillingsflugabwehrkanonen 35 mm (ZFlAK 85)[139] Alle ZFlAK 85 werden auf GDF-009 Standard modernisiert, mit Skyguard-3-Radar, vernetzter Betriebskontrolle und AHEAD-Munition.
- 12 Feuerleitgeräte Skyguard I/II 98
- 61 Fliegerabwehrlenkwaffensysteme Mistral[138]
- 3 ortsfeste und 1 verlegbare Radarstation (Luftraumüberwachungssystem Goldhaube)
- 12 Aufklärungs- und Zielzuweisungsradar (AZR) RAC 3D
- 36 mobile Systeme Skyranger (auf Pandur Evolution bis 2032)[140]

### Pioniergeräte
- schweres Gerät
  - Hydraulikraupenbagger Samsung SE 210-2
  - Grader Faun-Frisch F 155 A
  - Baggerlader JCB 4CX 'Sitemaster' Servo
  - Mobilbagger Volvo EC180BLC
  - Kurzheckbagger Volvo ECR88
  - Schreitbagger Menzi Muck
  - Schreitbagger Kaiser SX
  - 35 Radlader Fiat-Allis 645B-BH
  - 24 VOEST Alpine Tross-130 schwerer Pionier-Mehrzweck-Radlader
  - diverse schwere ÖAF-Spezial-LKW
  - 12 Faltstraßengeräte
- Geräte zur Minenverlegung
  - 1 Panzerminenleger 90 (PzMiLeg90)
- Geräte zur Minenräumung
  - 4 Minenräumfahrzeuge klein (DOK-ING MV-4)[141]
  - 2 Minenräumfahrzeuge mittel (Hydrema 910MCV2-AMCS)
  - Fernlenkroboter tEODor
- Boote
  - 22 Sturm- und Flachwasserboote[142]

### Sondergeräte
- 12 AC-Aufklärungsfahrzeug ATF AC (Dingo 2)
- 8 ABC-Dekontaminationssysteme „Mammut“ der Firma Rheinmetall MAN Military Vehicles (RMMV)[143]
- 12 ABC-Personendekontaminationsfahrzeuge ÖAF 19/281
- 12 ABC-Waffen- und Gerätedekontaminationsfahrzeuge ÖAF 19/281
- 12 ABC-Wasserversorgungsfahrzeuge (Doppelkabine) Steyr 91 M
- 18 Rettungsfahrzeuge Pinzgauer 712/RuB
- 18 Bergefahrzeuge (Doppelkabine) Steyr 19S27
- 71 leichte und 24 mittlere Bergefahrzeuge MAN HX 42M 6x6 von RMMV; 35 teleskopierbare Tiefladeanhänger 48t von EMPL[144]
- 3 schwere Bergefahrzeuge MAN HX2 41.545 8x8 „Bison“ von RMMV[144]
- 12 Tanklöschfahrzeuge (TLF 4000) ÖAF 19/281
- 10 ABC-Löschfahrzeuge der Firma Rosenbauer[145]
- 11 Flughafenlöschfahrzeuge (FLF 5000/1000-FIX MIX „Buffalo“) ÖAF 26/604 DFAE/6x6
- Trinkwasseraufbereitungsanlage (physikalisch) WTC 2000 (auf Anhänger)
- Trinkwasseraufbereitungsanlage (physikalisch) WTC4000 (Container)
- 220 IVECO Multirole Utility Vehicle (MUV) „Noriker“ (bis 2025), Nachfolge für Fernmelde-, ABC-Abwehr-, Analyse-, Rettungs-Pinzgauer[146]

## Paraden, Feiern und Ausstellungen
- Die Angelobung von neuen Grundwehrdienern, je Einrückungstermin nach einer gewissen Einschulungszeit, findet häufig, insbesondere am Nationalfeiertag, 26. Oktober, als Schauveranstaltung an öffentlichen Plätzen vieler Städte statt.
- Seit 25 Jahren ist die Leistungsschau am Nationalfeiertag am Heldenplatz in Wien fast schon Tradition. Typisch dabei ist die Ausstellung von stehenden Fahrzeugen und Hubschraubern und das Öffnen ihrer Türen, das Präsentieren von Geräten und Waffen und eine Fallschirmspringerankunft. Für den Transport, etwa von schweren Panzern per Tieflader-Schwertransport, die personelle Betreuung und eventuell angebotene Verköstigung von Publikum fallen Kosten und Personalaufwand an. – Verteidigungsminister Thomas Starlinger sagte im Juni 2019 die Leistungsschau aus Geldnot ab. Aufgrund der Restriktionen durch die Covid-19-Pandemie fand in den Jahren 2020 und 2021 die Leistungsschau als „Hybrid-Event“ mit Live-Berichterstattung des ORF und privater TV-Sender sowie auch virtuell im Internet statt[147]. – Im Jahr 2022 lädt das Bundesheer wieder zu einer Leistungsschau am Heldenplatz. Zusätzlich können sich Interessierte beim Burgtheater und Am Hof über Aufgaben und Ausrüstung des Heeres informieren.[148]
- In mehrjährigem Abstand findet seit 2003[149] an zwei Tagen im Juni, Juli oder September die Flugschau AirPower im Raum um den Militärflugplatz Zeltweg statt. Typisch werden dabei auch militärische Flugzeuge, Demonstrations- und Kunstflüge gezeigt. Typisch ist die Kofinanzierung durch Bundesheer, Land Steiermark und Sponsoring, etwa durch einen Getränkehersteller.

## Museale Rezeption

### Heeresgeschichtliches Museum

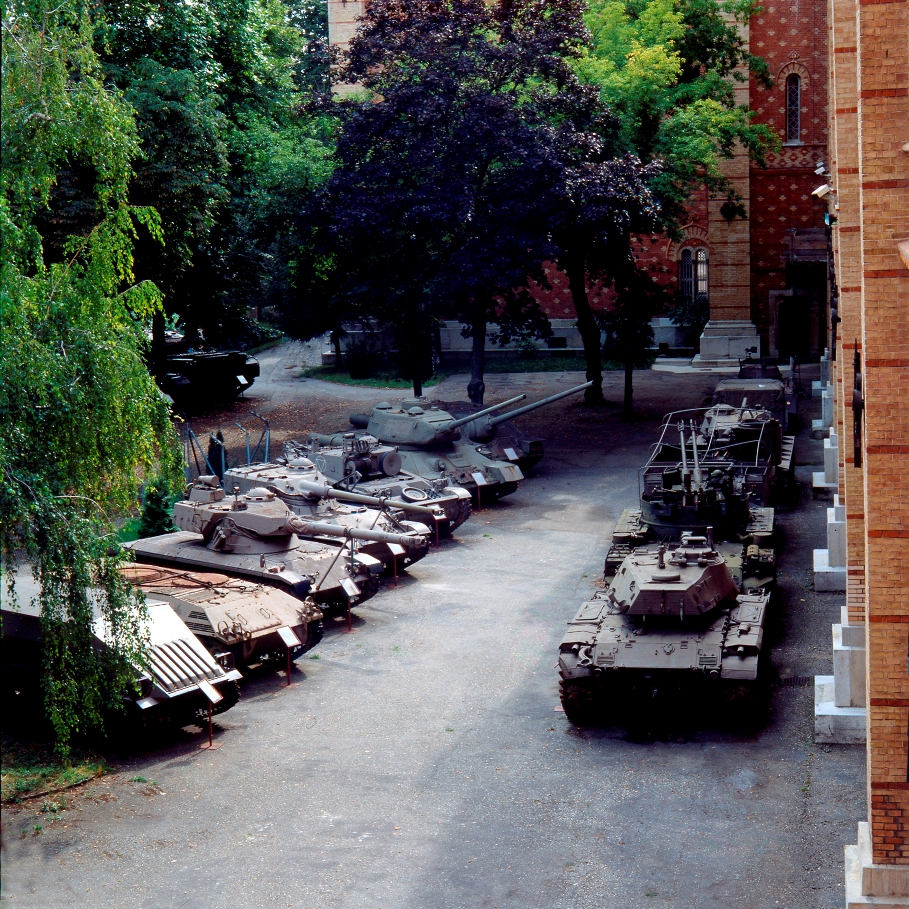
„Panzergarten“ des HGM

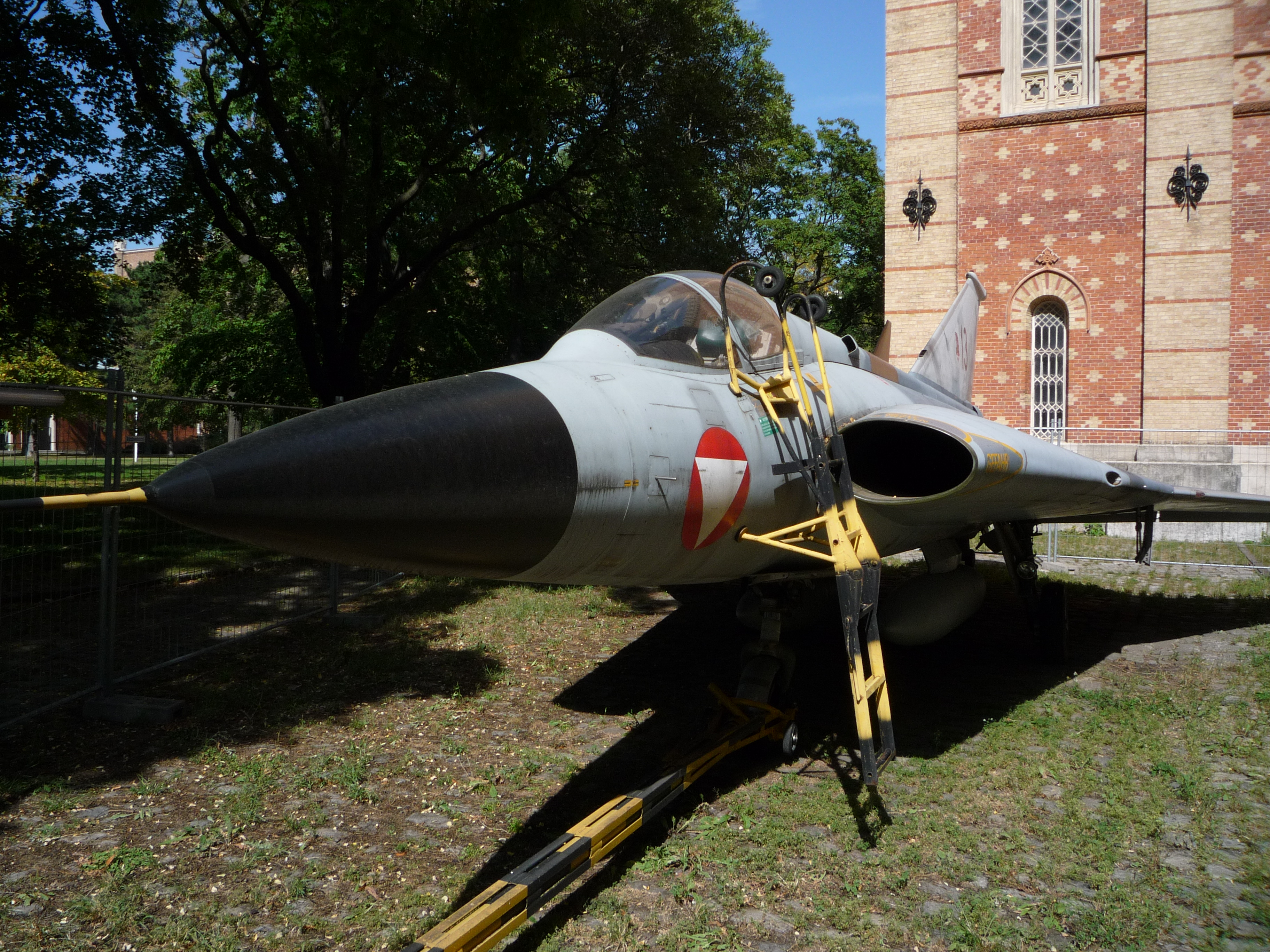
Saab „Draken“ im HGM

Das von Kaiser Franz Joseph I. 1869 als k.k. Hofwaffenmuseum eröffnete Heeresgeschichtliche Museum (HGM) im Wiener Arsenal ist das Leitmuseum des Österreichischen Bundesheeres. Es präsentiert sowohl die Geschichte der kaiserlichen Armee ab Beginn des 17. Jahrhunderts als auch jene des Bundesheeres ab dem Jahr 1920. Im Museum sind beispielsweise die ältesten Uniformen des Bundesheeres aus den 1920er Jahren ausgestellt. Im HGM finden auch Sonderausstellungen zu militärischen Themen statt, so zum Beispiel „50 Jahre Bundesheer“ (2005), „Your Buddy – Das Jagdkommando“ (2007), „Spätsommer ’68. Der Einsatz des Österreichischen Bundesheeres“ (2008) und „Schutz und Hilfe. 50 Jahre Auslandseinsätze des Österreichischen Bundesheeres (2010)“.
Im so genannten „Panzergarten“ des Museums, in der Regel von März bis Oktober öffentlich zugänglich, sind die wichtigsten Gefechtsfahrzeuge des Bundesheeres von 1955 bis in die Gegenwart ausgestellt. Die unterschiedlichen Typen zeigen dabei einen roten Faden der kontinuierlichen Weiterentwicklung der Panzerwaffe: Die ersten österreichischen Panzertruppen waren durchwegs mit Fahrzeugen der Besatzungsmächte ausgerüstet, die zum überwiegenden Teil noch aus dem Zweiten Weltkrieg stammten, so zum Beispiel der US-amerikanische M8, der Schützenpanzer M21 oder der leichte Kampfpanzer M24. An sowjetischen Panzern sind die wichtigsten Exemplare vertreten, wie der Kampfpanzer T-34 und das Sturmgeschütz SU-100, das ursprünglich vor dem Heldendenkmal der Roten Armee auf dem Schwarzenbergplatz aufgestellt war.
Es gibt jedoch auch Exponate österreichischer Herkunft, wie die Prototypen des Schützenpanzers Saurer und des Jagdpanzers Kürassier, der auch in der neueren A1-Version vertreten ist. Die beiden letztgenannten Panzerfahrzeuge sind nach wie vor beim Bundesheer im Einsatz, ebenso wie die Panzerhaubitze M109, von der ein Exemplar im Panzergarten besichtigt werden kann. Der Kampfpanzer M60, der über viele Jahre beim Bundesheer im Einsatz war, ist das größte und schwerste Kettenfahrzeug dieser Sammlung.
Im Außenbereich des Heeresgeschichtlichen Museums sind auch zwei Düsenflugzeuge ausgestellt, die beim Bundesheer im Einsatz waren, nämlich eine Saab 29 Tunnan, auch bekannt als Fliegende Tonne, und ein Saab 35 Draken.
Außenstellen des Heeresgeschichtlichen Museums
- Im Militärluftfahrtmuseum Zeltweg am Fliegerhorst Hinterstoisser können Besucher die über 50-jährige Geschichte der österreichischen Militärluftfahrt hautnah erleben. Viele Maschinen aus vergangenen Tagen kehren dort noch einmal ins Rampenlicht zurück.[152][153]
- Patrouillenboote Oberst Brecht und Niederösterreich: 2006 wurden dem Heeresgeschichtlichen Museum die beiden Patrouillenboote des Bundesheeres übergeben.[154] Die Boote liegen in der Schiffswerft Korneuburg und können, betreut durch den Österreichischen Marineverband, besichtigt werden.[155][156]
- Bunkeranlage Ungerberg bei Bruckneudorf: seit 2014 ist dortige, weitgehend erhaltene Bunkeranlage des Österreichischen Bundesheeres aus der Zeit des Kalten Krieges als Freilichtmuseum der Öffentlichkeit zugänglich.[157]
- Fernmeldesammlung in der Starhemberg-Kaserne (Standort ist an der Führungsunterstützungsschule): Diese Sammlung beinhaltet eine hohe Anzahl historischer Fernmeldegeräte, beginnend bei historisch wertvollen Exponaten aus dem 19. Jahrhundert über Nachrichten- und Verschlüsselungstechniken des Kalten Krieges bis hin zu aktueller militärischer Kommunikationstechnik.[158]

### Salzburger Wehrgeschichtliches Museum
Das Salzburger Wehrgeschichtliches Museum (SWGM) in der Schwarzenbergkaserne in Wals-Siezenheim zeigt in seiner Ausstellung Objekte aus zweitausend Jahren Wehrgeschichte und gibt damit einen Einblick in die Militärgeschichte aus allen bedeutenden Epochen.
Das Österreichische Bundesheer der Zweiten Republik und seine Traditionen stellen einen zentralen Mittelpunkt der Präsentation dar. Besonders werden die neuen Aufgaben, die friedenserhaltenden Engagements in Afrika, dem Nahen Osten und am Balkan in Ausstellungen dokumentiert. Schwergewichte bilden die – mehr als 12.000 Objekte umfassende – Sammlung von Exponaten, Fachliteratur und Originalquellen. In regelmäßigen Abständen werden in Sonderausstellungen Spezialsammlungen wie Uniformen, Orden und Ehrenzeichen, Sonderausrüstungen samt deren Entwicklungen, künstlerische Arbeiten von Soldaten sowie einzigartige Dokumente und Archivalien der Militärgeschichte für die Öffentlichkeit im In- und Ausland zugänglich gemacht. Im Außengelände werden Panzer, Rohrwaffen, Fahrzeuge und ein Abfangjäger vom Typ Saab Draken gezeigt.

### Bunkermuseum Wurzenpass/Kärnten
Am Kärntner Wurzenpass, an der ehemaligen österreichischen Grenze zu Jugoslawien, befindet sich an der Stelle der Grenzbefestigung der Sperrkompanie WURZEN/73 aus dem Kalten Krieg ein durch einen Verein geführtes Museum. Am Gelände wird die Geschichte der Raumverteidigung, Landesbefestigung und Sperrtruppe mit vielen Ausstellungsstücken dokumentiert.